# 中车青岛四方机车车辆
中车青岛四方机车车辆股份有限公司，（英語：CRRC Qingdao Sifang Co., Ltd.），简称“中车四方股份公司”、“中车四方”或四廠，是中国中车股份有限公司的子公司之一、国有特大型一级企业，主要从事轨道交通机车车辆装备制造，同时也是国家高级技术中心、国家高速动车组实验基地。
中车四方地处中国副省级计划单列市青岛市，前身是四方机车车辆厂（通称“四方机厂”），最早由德国始建于1900年。迄今为止已开发制造了铁路机车60多个品种、铁路客车200多个品种，以及各种动车组及地铁列车等，是中国国内研发与制造轨道交通车辆产品种类最齐全的企业，曾创造了多项中国轨道交通装备研制和生产的纪录，是铁道部确定的六家铁路装备现代化重点扶持企业之一，也是山东省136家重点企业和青岛市“十强”企业之一。中车青岛四方股份下设棘洪滩、四方两个生产基地，並有青岛四方客车修理股份有限公司、青岛四方铁路运输设备装配股份有限公司等40多家下属单位。

## 历史

### 晚清及中華民国时期

#### 建厂之初
自十九世纪鸦片战争以后，英、俄、德、法等国竞相在中国夺占土地，强迫清政府与之签订各种不平等条约，从而在中国土地上获取各种权益，并建立势力范围。1861年，英国军舰到胶州湾停泊游弋，开始侵扰胶澳。甲午战争后，俄、德、法为遏制日本在华势力，曾联合“劝告”日本放弃《马关条约》规定的割占中国辽东半岛，即“三国干涉还辽”事件。1897年，德国以巨野教案为由，出兵登陆青岛。1896年，清政府与德国签订《膠澳租界條約》，青岛从而成为德国的殖民地。该条约同时赋予德国租借胶澳、修筑胶济铁路，及开发沿线矿藏的权利。

1900年代兴建的山东铁路四方总修理厂厂房，采用钢结构

在德占时期，德国根据殖民地发展需要，大举进行与建港、筑路相配套的工程和重要的市政工程建设。德皇威廉二世决心将青岛建设成所谓的“模范殖民地”，成为德国军队在远东一个牢不可破的桥头堡。因此，德国在1900年到1910年间，在青岛兴建了一批工厂，成为青岛早期工业发展的重要基石。德国在修筑胶济铁路的同时，于1900年10月动工兴建了山东铁路四方总修理厂（德語：Hauptreparatur-Werkstätte Syfang der Schantung-Eisenbahn），属德国德华山东铁路公司下辖机构，总投资158.7万马克，成为继唐山、大连两厂后第三家出现于中国的铁路机车车辆工厂。山东铁路总修理厂位于四方村四方火车站附近，建筑面积1万多平方米、工人400多名，于1902年基本建成，当时主要设备有电动机、发电机、蒸汽机、水压机、起重机、锅炉、锻冶炉、化铁炉、汽锤、各种车床以及石炭搬运车等215台。1903年试车投产后，承担了胶济铁路全部的机车车辆组装和修理任务，德国人从本土运来蒸汽机车零部件在该厂组装，至1914年累计组装与修理机车、客车、货车1,148辆。该厂在德占时期与青岛造船厂同为青岛的骨干工业。

#### 战乱年代

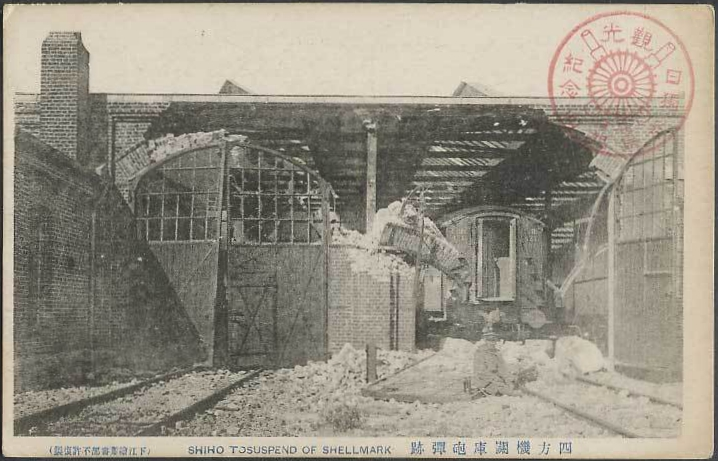
因战争受损的四方总修理厂

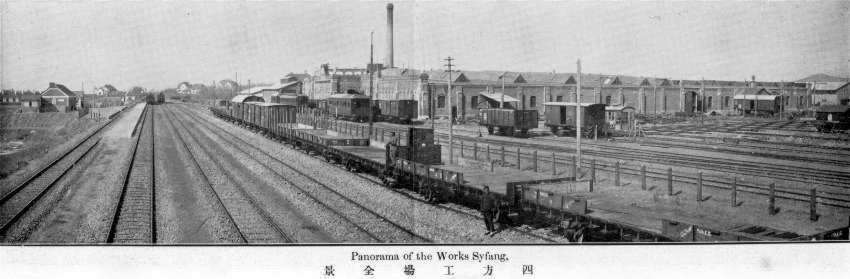
1914年的山东铁道四方工场全景，左侧平房为四方火车站早期建筑

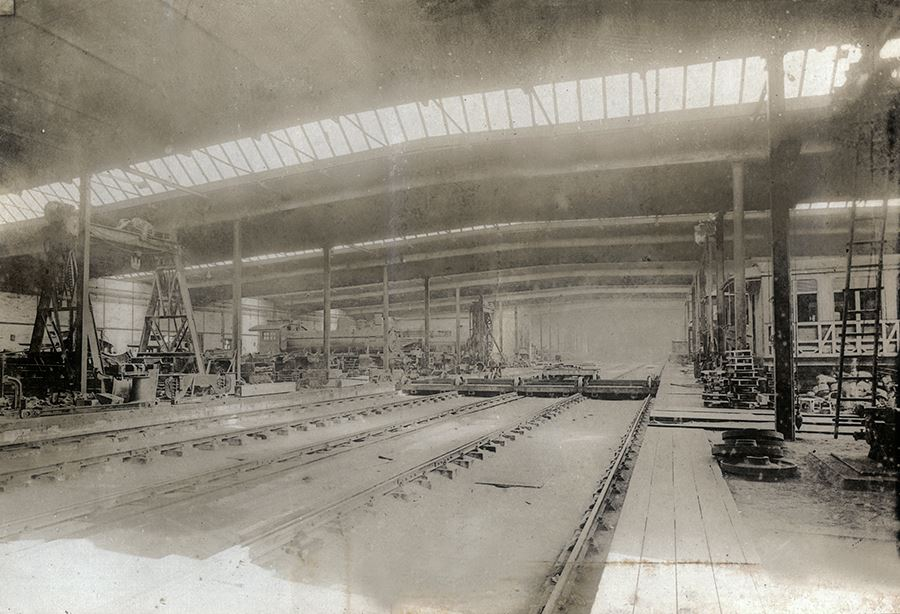
第一次日占时期的工厂内部

1914年，第一次世界大战爆发，德国忙于欧洲战事无暇东顾，日本联合英国乘机发动青岛战役，取代德国侵占青岛。四方总修理厂在战斗期间遭轰炸受损。1915年，日本强迫袁世凯政府答应了《二十一条》，攫取了德国人在青岛、胶济铁路乃至山东的全部权益。日军占领山东后，山东铁路四方总修理厂改称山东铁道四方工场，由日军临时铁道联队管理。1915年3月，驻青岛日军设立山东铁道管理部，下辖庶务、运输、工务、计理、矿山五科和青岛工场。日本占领期间增建了翻砂厂、客货车场、车轮厂、铸铜场等，职工人数达1500余名，工厂规模有所扩大。至1921年11月的华盛顿会议上讨论了中日山东问题，次年2月签订《解决山东问题悬案条约》，规定胶济铁路由中国赎回，中国北洋政府为此付出了6100万日元。1923年1月，胶济铁路和青岛工场的拥有权回归中国，山东铁道青岛工场改称交通部胶济铁路管理局四方工厂。中国共产党在青岛早期的建党活动中也曾以此作为活动据点，并酝酿成立第一个工人群众自发组织“圣诞会”以争取工人生存的权力和利益，1920年代期间发生了多次工人罢工抗争。第一次国共合作期间，1923年8月23日，四方机厂工人在“圣诞会”的组织领导下，为抗议路局无故开除8名工人，举行全厂大罢工。1925年2月，四方铁路工厂工人在中共青岛组织领导下，又举行了为期9天的全厂大罢工。
1937年，中国抗日战争全面爆发，胶济铁路又奉令将机车、车辆和器材物资迅速向内地转移，以供其他地方急需，并防落入敌手。四方机厂亦将主要机械设备和物资拆装南运，大部分安装于刚新建的湖南株洲机厂。大批职工毅然随车随厂随机器南下，据统计四方机厂有360多名技术工人去了洛阳、西安、汉口、株洲，其余工人则离厂到各地逃避战火。日军于1938年再次侵占青岛，并在1月10日侵占四方厂。但在日军占领之前，四方铁路工厂的工人已经将厂内的主要机器和物资拆卸运走。日军占领期间，四方铁路工厂曾先后归北支方面军、南满洲铁道株式会社北支事务局济南出张所、华北交通株式会社等机构管辖。1938年至1945年8月間，以日本等國運來之零件組裝ミカイ（解放1型）、ミカロ（解放6型）、パシロ（勝利6型）等蒸汽機車共380輛。1944年以后，日本在太平洋战场上不断失利，日本当局不但命令四方工厂除完成机车车辆修造任务以外，还要试制生产迫击炮弹，厂内工人采取消极怠工的办法来对抗，造成大量废品、哑弹，日本利用四方工厂制造炮弹的希望最终落空。
1945年日军投降，胶济铁路连同四方铁路工厂由国民政府接收。到1945年11月26日南京国政府接管时，工厂占地面积26达公顷，建筑面积51300平方米，拥有大小机器和装置937台件，工人3070人。1945年10月，位于沧口的“东亚重工业株式会社”钢铁厂拨交四方工厂，改名为四方工厂沧口分厂。“东亚重工业株式会社”位于青岛市四流中路5号，原为民营胶东铁工厂，后于1939年被日本大和工业株式会社侵夺，战后归四方工厂管理，后再改称四方机厂铸造厂。二战结束后四方工厂很快恢复正常生产，其中一项主要任务是组装、翻新联合国善后救济总署由伊朗运来的旧货车近700辆。
随后国共内战全面爆发，青岛物价飞涨，工人的待遇每况愈下，又发生了多次罢工。至1948年，国民党政府在内战节节败退，密谋将一些重要企业南迁，并企图在撤离青岛前把重要工厂和设备炸毁。为此，中共在青岛的党组织号召四方工厂工人，联合党组织干部开始进行了“护厂活动”，预防一切可能的破坏。1949年6月2日，解放军占领了青岛，接管了四方铁路工厂，并划归济南铁路管理局管辖。至此，四方铁路工厂已建厂近半个世纪。

### 中华人民共和国时期

#### 自力生产

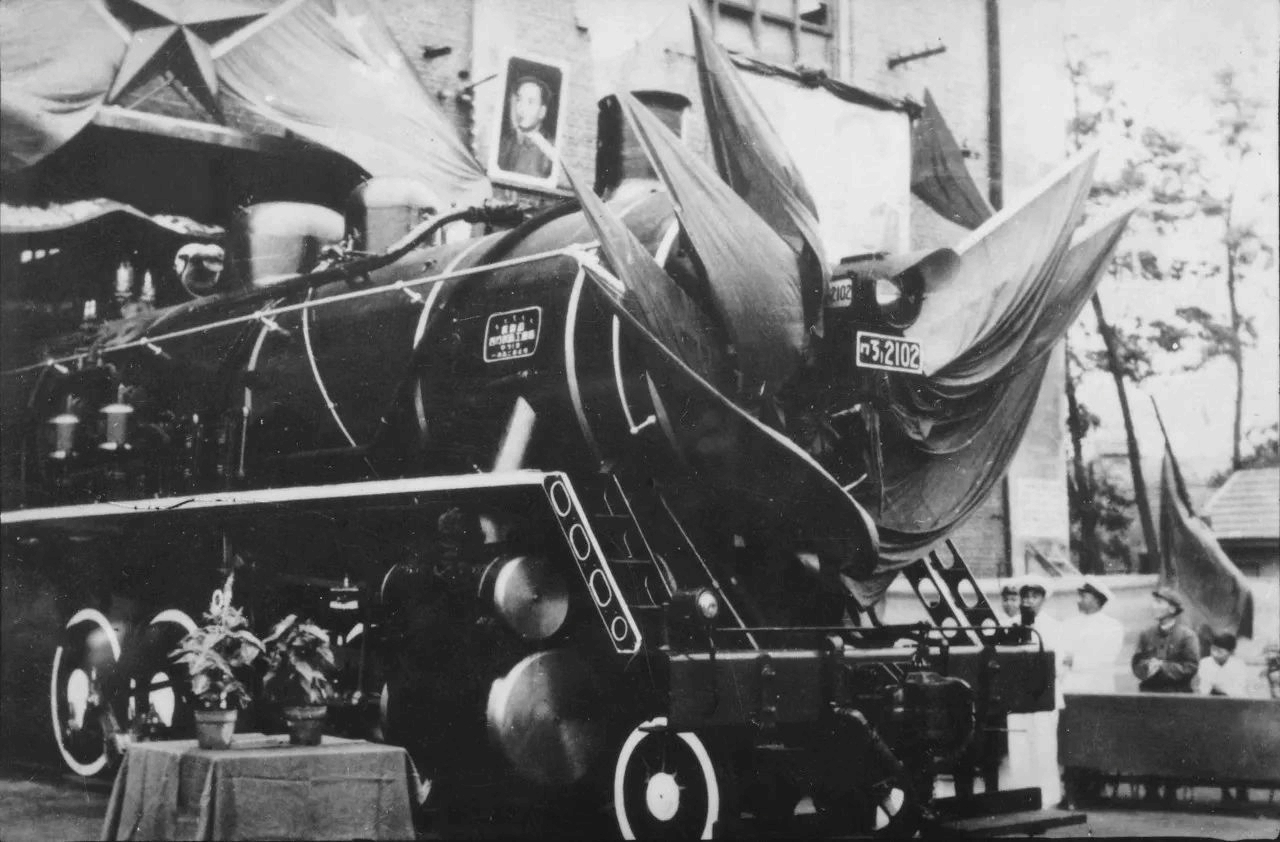
1952年8月1日，“八一号”蒸汽机车

1949年10月，中华人民共和国建国后，四方铁路工厂于10月27日改为直属铁道部厂务局，改称铁道部青岛四方机车车辆工厂，简称四方机厂。自1900年建厂直至1949年，四方机车车辆厂只能使用国外进口零部件组装机车，从未真正制造过一台机车，至1949年以后才扭转了这种情况。当时中国铁路系统根本不具备大规模制造机车车辆的能力，短时间内还只能以修修补补为主。在这种情况下，铁道部决定依据现有条件，尽快修复组装一批建国前遗留下来的报废机车投入使用。1950年9月，四方机车车辆厂修复组装了建国以来首台蒸汽机车，铁道部将这台2-8-2轴式的蒸汽机车定型为“ㄇㄎ1型”，编号2101。滕代远部长表示祝贺，并亲自为其命名为“国庆周年号”（简称“国庆号”）。这台机车在1959年变更型名后改为“解放型”（JF）。
在修理旧有机车的同时，四方机车车辆厂在仿制的基础上加紧自行研制机车。1952年4月，朱德来到四方机厂视察，他对工厂自行研制机车寄予厚望，作出了“四方机厂工人要为中国人争气，造出自己的国产机车”的重要指示。1952年7月26日，国产第一台蒸汽机车组装完成并试运行，出厂所标型号为“ㄇㄎ1型2102号”（解放型，JF1）。1952年8月1日，四方机厂举行了下线典礼，并命名这台机车为“八一号”。这台机车的出现结束了中国不能自力生产蒸汽机车的历史。1992年5月30日，“八一号”蒸汽机车在淮南机务段退役，该机车参加了历次蒸汽机车节展示活动，并由大同机车厂保存。经整修后的ㄇㄎ1型2102号机车，在四方机车车辆厂建厂110周年之际，大同电力机车厂将机车赠送给南车青岛四方股份公司，并于2010年10月21日被送返南车青岛四方机车车辆股份公司位于青岛市城阳区棘洪滩的厂区内永久保存。

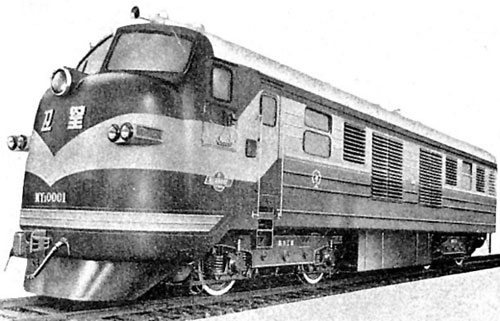
卫星号柴油机车

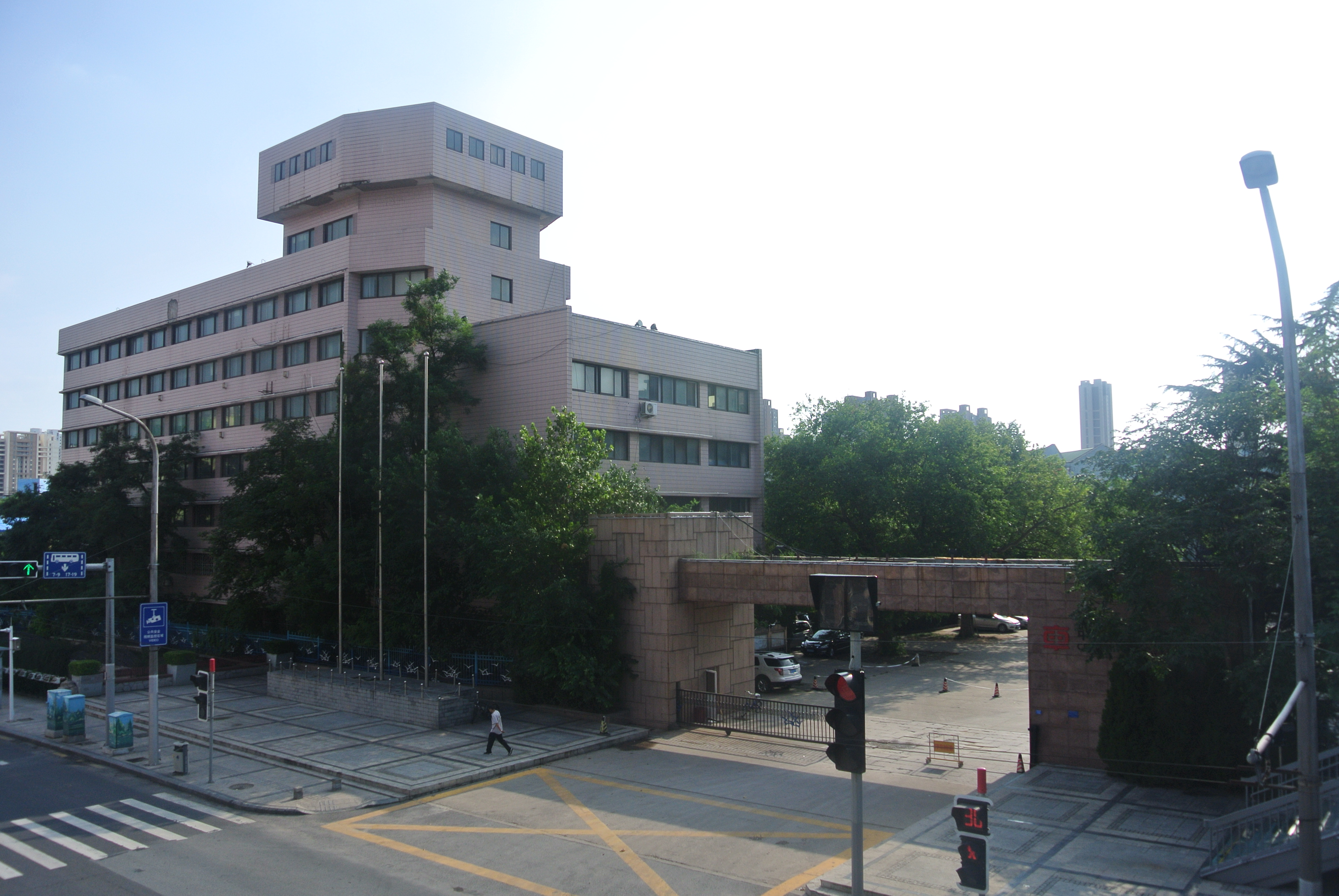
位于青岛杭州路16号的四方机厂旧厂区正门

由1950年代起，四方机车车辆厂开始快速发展，研制了众多铁路机车、铁路车辆产品。从1953年开始，中国进入了第一个五年计划时期，四方工厂开始由修理厂变为制造厂，同年下半年全面转为机车车辆新造。1953年2月10日，工厂厂名改为铁道部机车车辆制造局四方机车车辆制造工厂。自1952年成功制造中国第一台解放型蒸汽机车（JF），到1960年停产，共计制造了455台。1956年试制成功第一台干线客运胜利型蒸汽机车（SL），到1959年停产，共制造了151台。1959年，四方机车车辆厂试制成功中国第一台液力传动内燃机车，当时以具有大跃进时代色彩的“卫星号”命名，代号NY1，原型车经长达7年的试验和多次改进，1966年1月定型为东方红1型并开始了批量生产，从此中国铁路进入了蒸汽机车与内燃机车并存的时代，而四方机厂也建立起“东方红”液力传动内燃机车产品系列，以及援助国外第三世界国家的DFH系列液力传动机车。1984年，在大连机车车辆厂的技术协助下，四方机厂成功研制东风5型电传动内燃机车，并开始转而研发电传动内燃机车。2002年11月30日，中国首台交流传动内燃机车NJ1型“捷力号”在四方机车车辆厂竣工出厂。铁路货车方面，四方机厂先后研制了P1型30吨棚车和C6型45吨敞车并投入生产。1953年，在生产旧有型号货车的同时，又研制生产了C50型50吨敞车。到1954年停止货车生产，建国以来共生产各种货车650辆。铁路客车方面，铁道部于1954年12月正式确定四方机车车辆厂为中国铁路客车产品的设计制造主导工厂。四方机厂的客车设计制造过程中，先后经过了从21型、22型到25型系列产品升级换代的三个阶段。1960年试制成功中国第一列采用铰接式转向架的铝合金低重心轻快列车组。1964年研制成中国第一列双层客车。1979年以来，四方机厂通过对外技术合作交流，引进吸收国外先进技术和设备，进一步提高了工厂的客车设计制造水平。1986年7月21日，四方机车车辆工厂客车分厂奠基仪式在城阳区棘洪滩镇举行，1988年8月14日投入试生产，总厂客车车间同年9月即成建制搬迁至棘洪滩分厂:96-99。自1989年起，四方机车车辆厂进入中国500家最大工业企业行列，是全国100家最大交通运输设备制造企业之一。1995年12月16日，四方机车车辆厂生产的第一万辆铁路客车出厂并举行了庆祝仪式。1998年，四方机车车辆厂联合加拿大庞巴迪运输、鲍尔公司，成立了青岛四方－庞巴迪－鲍尔铁路运输设备有限公司（BSP），专门研制高档铁路客车。2000年，四方机车车辆厂建厂一百周年纪念，时任中共中央总书记、国家主席江泽民题词勉励：“依靠科技创新 为人民造优质客车”。
1966年至1975年的文化大革命期间，按照毛泽东提出的三线建设的指导方针，四方机厂一度将机车生产的设备、人员内迁四川资阳，建立起资阳机车厂，而令青岛工厂基地建设受到一定削弱和影响。至1975年末，四方机厂拥有主要机械设备总计1763台，职工总数为9462人。年生产能力为新造内燃机车35台、客车170辆，修理客车60辆。

#### 体制改革

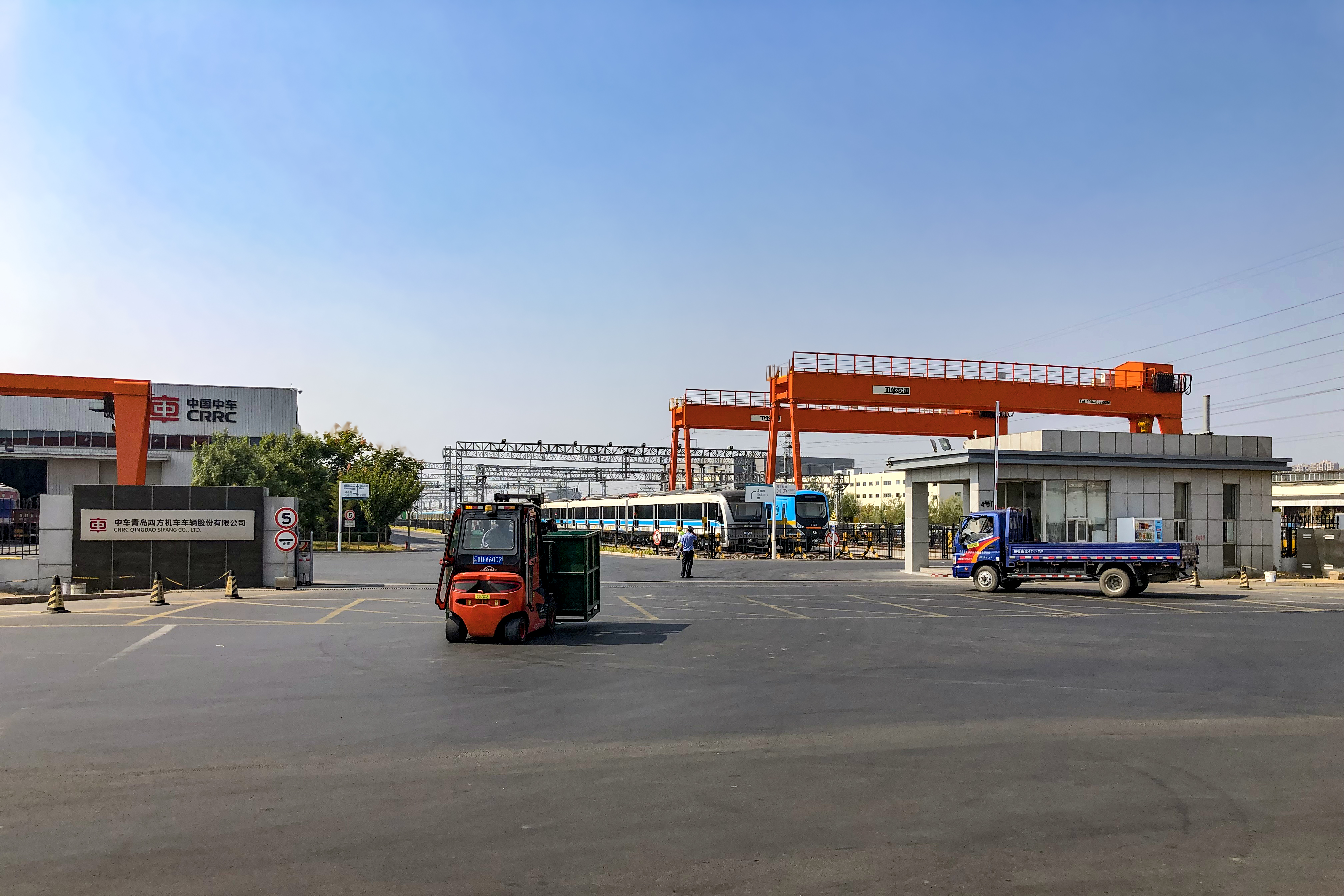
中车四方棘洪滩制造基地4号门

四方机车车辆厂自1949年起，历史上先后分别隶属中央人民政府铁道部、第一机械工业部、铁道部机车车辆工业管理总局、交通部工业局、铁道部工业局、中国铁路机车车辆工业总公司。踏入2000年代，随着国企主辅分离、辅业改制的浪潮、中国机车车辆工业与铁道部的脱钩，中国铁路机车车辆工业总公司重组分为中国南车、北车两大集团公司，四方机车车辆厂作为重要组成部分划归为中国南方机车车辆工业集团公司。2002年，中国南方机车车辆工业集团公司以四方机车车辆厂与主营业务相关的经营性资产入股，联合北亚实业（集团）股份有限公司、青岛欧特美交通设备有限公司、中国铁路物资总公司、广州中车铁路机车车辆销售租赁有限公司、福建海鹏经贸有限公司、西南交通大学、中铁科学技术开发公司共同设立新的多元投资股份制企业。2002年7月22日，经国家经济贸易委员会《国经贸企改 [2002]195号文》批准，中国南车集团四方机车车辆厂改制为两个独立的规范企业：南车四方机车车辆股份有限公司（俗称四方股份公司）及四方機車車輛有限責任公司（俗称四方有限公司，即今南車四方車輛有限公司），并于同日进行了工商注册。两者的差异在于，南车四方股份公司主要是整合了原来四方机车车辆厂的优质资产，业务包括了客车和机车制造，而四方有限公司则是整合了铁路配套业务。2002年8月12日，南车四方机车车辆股份有限公司正式揭牌成立，当时新公司总股本为2.86亿股，其中中国南车集团占69.48%，其他七家公司占30.52%。作为中国南车集团的控股公司，至2007年末南车集团持有90.04%，餘下的9.96%則分別由六名獨立第三方社会法人持有。2008年中国南车集团上市集资，南车集团持有的南车四方机车车辆股份股权进一步增加至93.60%，同年12月29日南车四方机车车辆股份正式更名为南车青岛四方机车车辆股份有限公司。至2009年末，南车集团所占股权增加至97.17%。

#### 快速发展
在进入二十一世纪之初，青岛四方机车车辆作为南车的核心子公司，但和许多其他子公司同样面临着产能过剩、产品落后问题。职工数量多、设备陈旧、亏损累累是困扰南车的主要问题，时任中国南方机车车辆工业集团公司总经理赵小刚曾表示当时面临的是“主业不大，辅业不强，重复布局，资源分散”的情况。
因此，南车集团由2004年起决定将四方股份作为中国南车进行产业结构调整的首个一级子公司，对四方机车车辆股份进行大规模的结构调整，大幅度剥离非主营业务企业，包括了近4万名员工和300多家企业，并将研发重点转而主攻高速铁路列车和城轨列车。公司又开始开拓国际市场，参与国际竞争，向斯里兰卡、赞比亚、缅甸、尼日利亚、伊朗等国提供铁道机车车辆产品；铁路配件销往美国、日本、德国等地。2003年以来，南车青岛四方股份被铁道部确定为装备现代化重点扶持企业，并形成了“依托自身政策和技术优势，成为中国高速动车组、城市轨道车辆、铁路高档客车的重要研发、制造基地和出口基地”的战略定位，形成了以铁路客车制造、铁路客车修理、铁路机车车辆大部件铸造、铁路机车车辆配件制造为核心的四大产业板块，并先后建成了占地28万平方米、年修800辆铁路客车的现代化修理基地和占地近18万平方米、年产4万吨的铸造产品生产基地。从2003年起，南车四方先后投入超过8亿元人民币实行大规模的技术改造，引进了先进的不锈钢车体、铝合金车体和转向架生产流水线、组装生产线，以及供车辆试验的环行试验线，转向架、电气系统、制动系统综合试验台等设备。

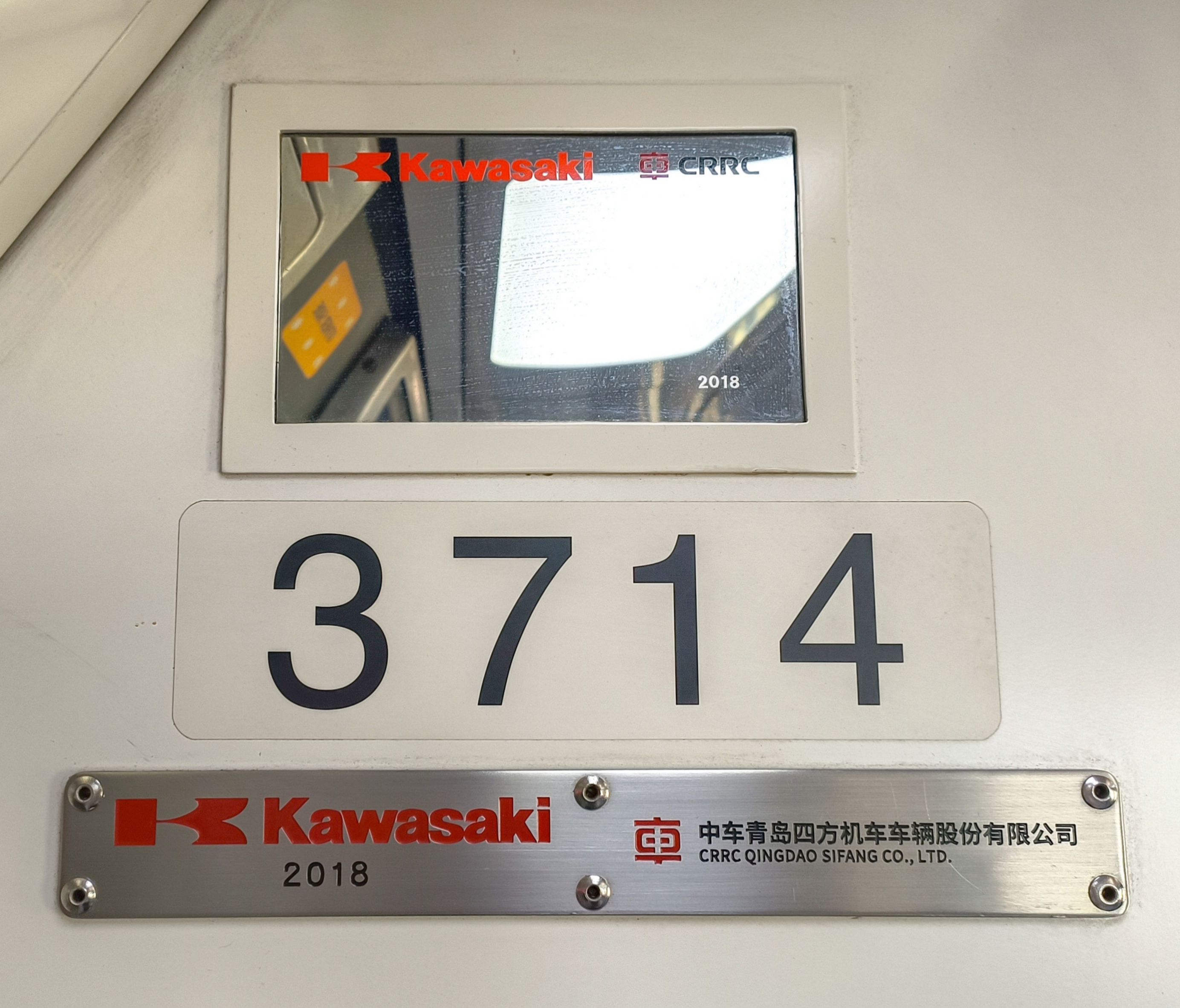
C151C电动车组上的铭牌，印有川崎重工和中车青岛四方机车的标志

从2004年开始，南车青岛四方股份在铁道部的组织下，实施国外先进技术的引进消化吸收再创新战略，与日本川崎重工合作，研制时速200公里及以上的CRH2型“和谐号”高速动车组。引进国外先进技术的过程中，研发制造模式、产业格局都发生了重大调整和改变，南车青岛四方股份启动了高速列车三大技术平台建设，包括设计技术平台、制造技术平台和产品技术平台。在研制时速300公里及以上级别动车组时，为攻克关键技术，南车青岛四方股份先后与清华大学、西南交通大学、中国铁道科学研究院等高等院校和科研单位，在高速列车的高端技术领域签署了合作协议，形成了以南车青岛四方股份为主体、“产学研用”相结合的创新体系和团队。受惠于近年中国高速铁路的迅速发展，自2006年起南车青岛四方股份的销售收入按年持续增长。销售收入由2003年的13亿元人民币，到2006年的30.9亿元人民币，再上升到2009年的101亿元人民币，6年之间增长速度达到670%。其中2008年南车青岛四方股份的销售收入增长达到55.6%，其中高速动车组占到了销售收入的近70%。
同时自2000年代在中国大陆开始的城市轨道交通热潮也带动了城轨车辆的需求。南车青岛四方股份于2003年起进入地铁交通车辆市场，为北京地铁八通线研制生产了96辆新型城轨列车。2004年率先选择与日本川崎重工、伊藤忠商事株式会社合作，以当时在中国国内尚属技术空白的直线电机地铁车辆作为方向，为广州地铁四号线、五号线研制提供七十列三百辆直线电机地铁车辆。在2008年北京奥运会开幕前夕和2010年国庆前夕，南车青岛四方股份为北京地铁一号线和四号线提供的地铁车辆先后投入运行。2009年获得了向新加坡出口地铁车辆的订单。南车青岛四方股份将部分源自高速列车的技术成果移植到地铁车辆的研发制造中，进一步提升了城市轨道交通装备产品的性能质量。

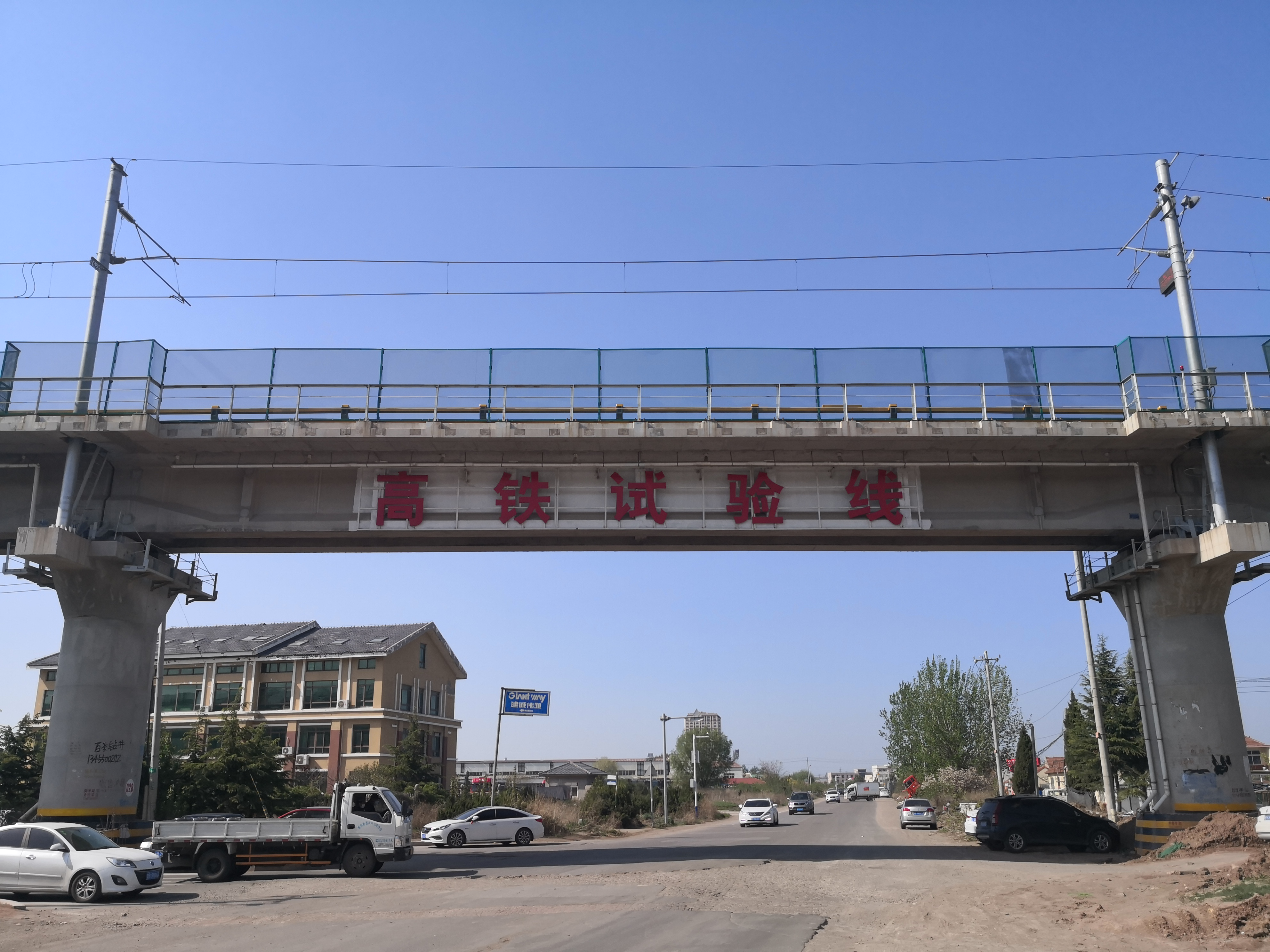
棘洪滩制造基地高速列车试验线

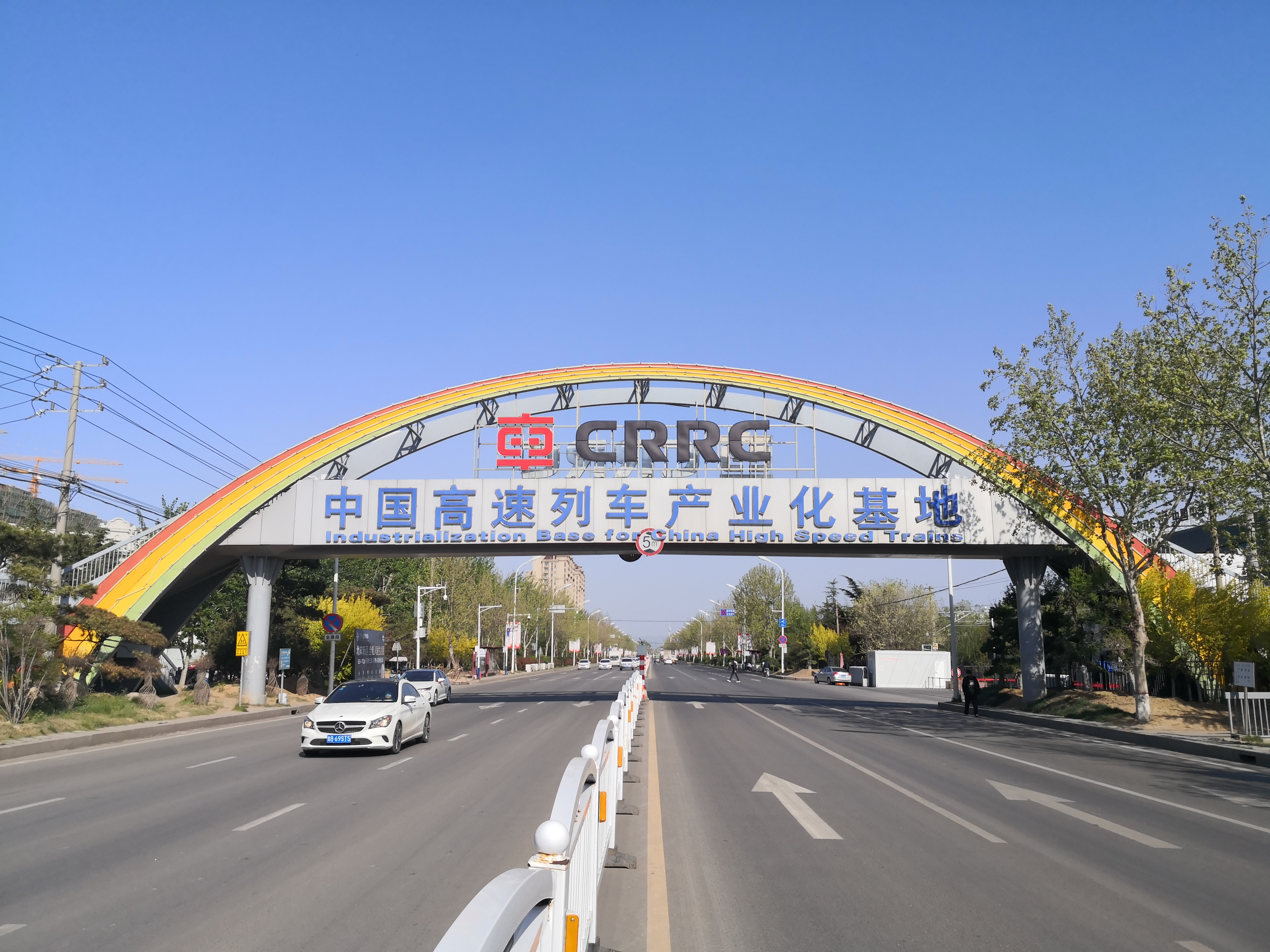
中国高速列车产业化基地

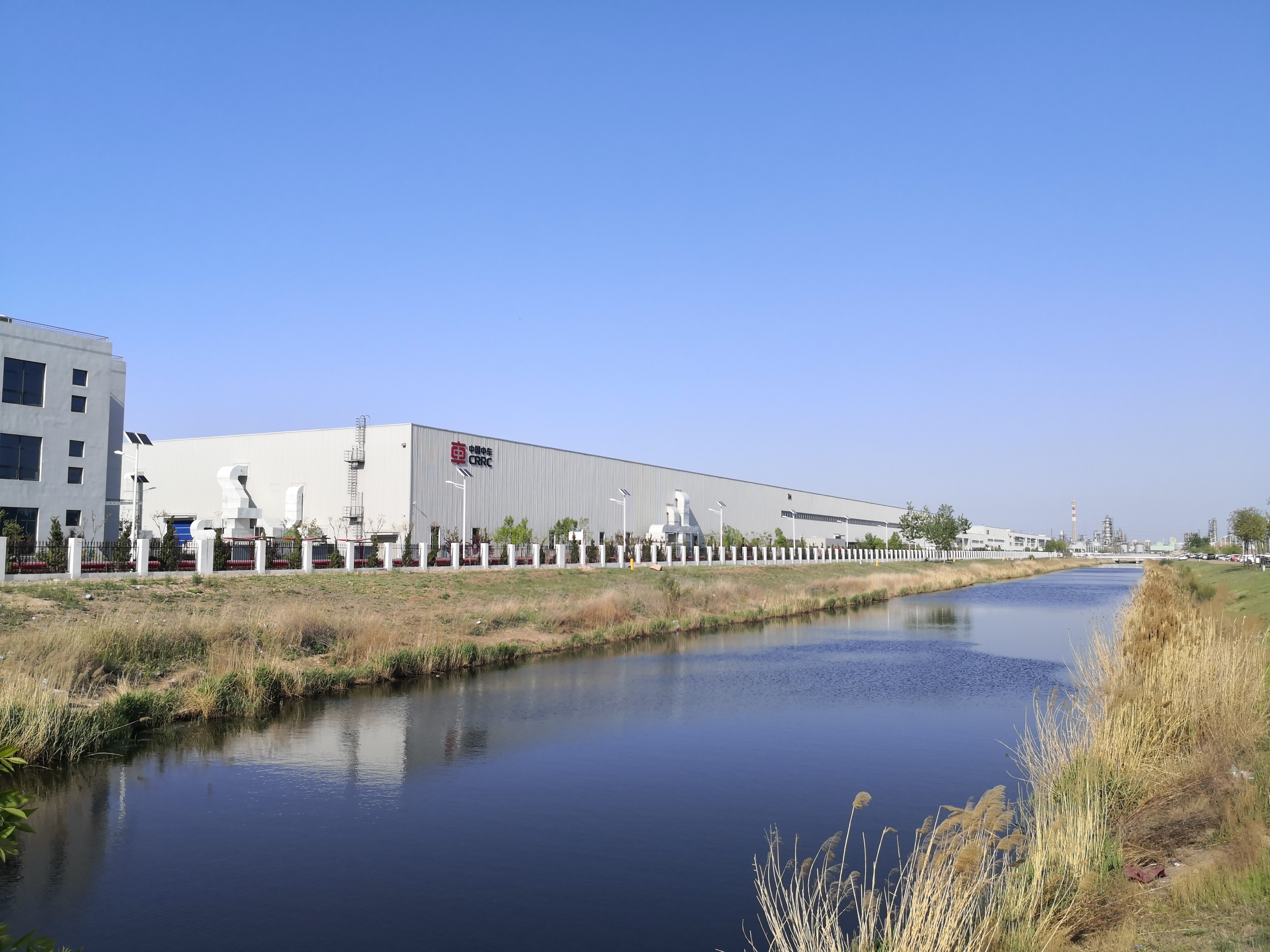
棘洪滩制造基地厂房

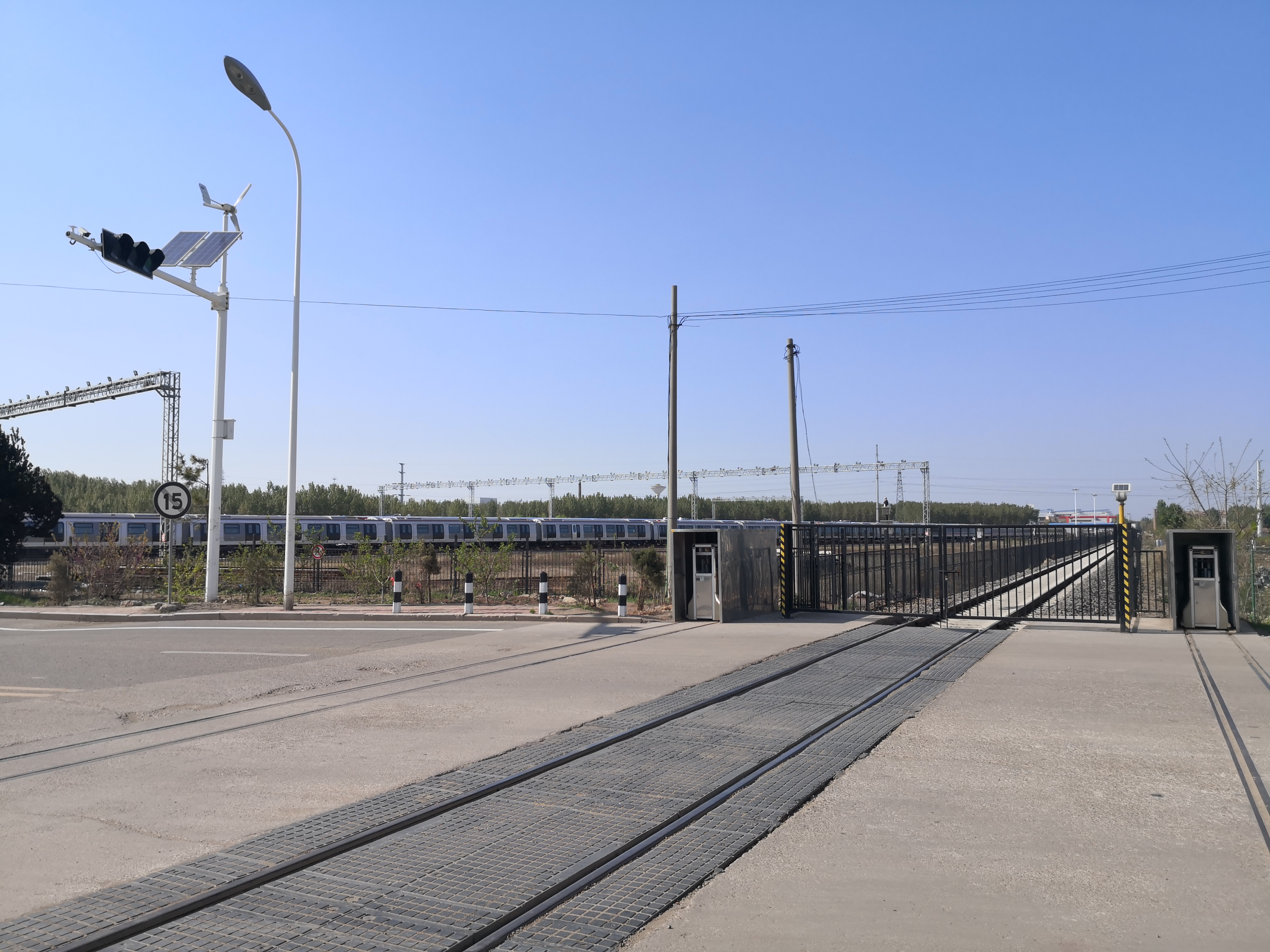
棘洪滩制造基地专用铁路线（背后为港铁市区线愿景列车）

2006年9月，中国南车集团向铁道部提出了在青岛建设“中国高速列车产业化制造基地”的设想，并得到铁道部的同意。根据规划，由2008年至2012年，青岛将以南车青岛四方机车车辆股份有限公司、青岛四方庞巴迪铁路运输设备有限公司在城阳区的工业园为基础，完成高速转向架、车体控制系统、制动等关键技术攻关，形成以高速列车产业集群。2008年2月，中华人民共和国科技部和铁道部联合下达了《中国高速列车自主创新联合行动计划》，南车青岛四方股份成为中国新一代时速350公里级高速列车（CRH380A）的主导研制单位。2008年11月，南车四方机车车辆股份获国家发改委批准，设立“高速列车系统集成国家工程实验室”，主力建设包含高速列车系统集成、转向架综合、电磁兼容综合、车体综合和环境综合等研发试验设施的高速列车研发实验基地。。至2010年，南车青岛四方股份已构建起具有国际先进水平的高速动车组设计、制造技术平台，形成持续自主研发、制造的完整产业体系和高速动车组制造基地，具备年产160列高速动车组的制造能力。
2015年，南车与北车合并为中车，本公司亦改名为“中车青岛四方机车车辆”，简称“中车四方”。
2015年7月24日，中车四方奪得史上最大一笔地铁车辆订单，用戶是香港鐵路有限公司，共有744辆车（即93列8卡列車），當時成為国内有史以來的最大一笔地铁车辆订单。
2016年3月，中车四方在国际招标中赢得芝加哥7000系地铁车辆采购项目，共846辆车、标的金13.09亿美元，创下了中国向发达国家出口地铁车辆最多的纪录。为此，中车四方股份公司在马萨诸塞州春田镇建立了工厂，在本地进行组装。2018年4月，工厂开始制造火车。
2016年5月19日，中车青岛公司下线中国首列永磁跨座式单轨列车，标志着中国在跨座式单轨车辆技术领域取得重要突破。

## 产品列表

### 蒸汽机车
- 解放型蒸汽机车
- 胜利型蒸汽机车
- 人民型蒸汽机车
- 上游型蒸汽机车

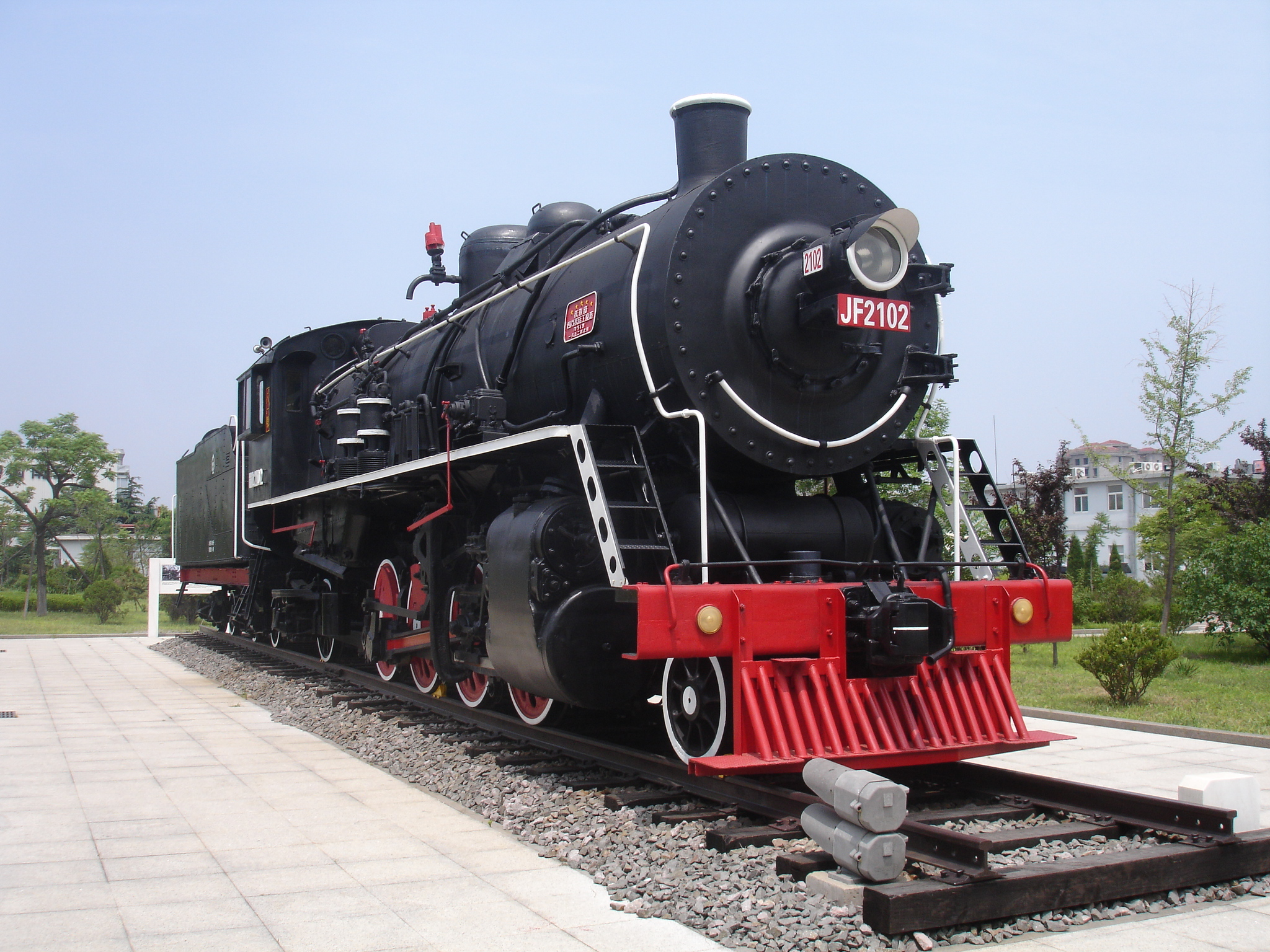
陈列于棘洪滩厂区的解放型蒸汽机车2102号（八一号）
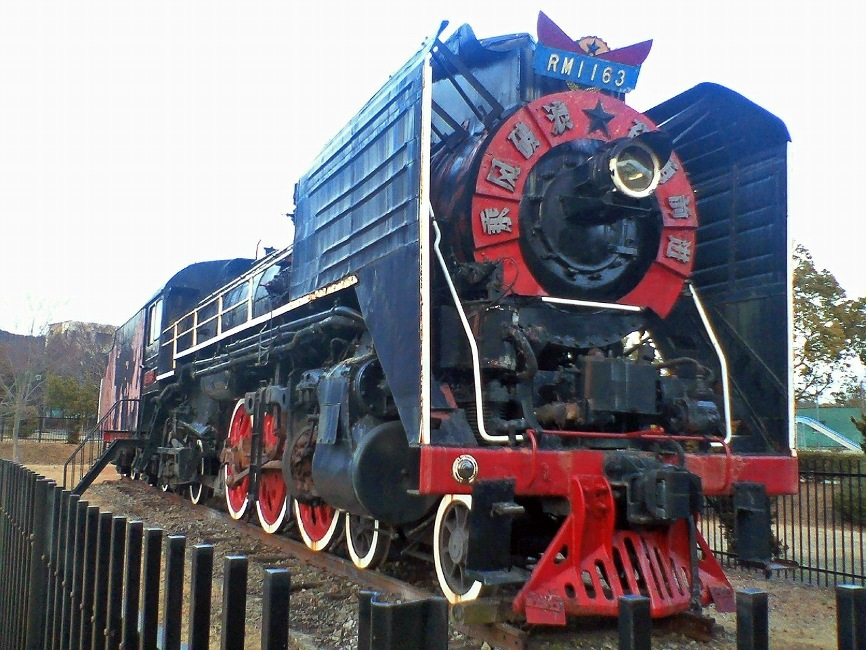
人民型蒸汽机车

### 柴油机车
| - 液力传动 - 东方红1型柴油机车 - 东方红2型柴油机车 - 东方红3型柴油机车 - 东方红4型柴油机车 - 东方红5型柴油机车 - 东方红21型柴油机车 - 红星型柴油机车 - GK系列柴油机车 - DFH系列柴油机车 - （出口赞比亚、坦桑尼亚、越南、阿尔巴尼亚、巴基斯坦） | - 电力传动 - 东风4B型柴油机车 - 东风4C型柴油机车 - 东风4E型柴油机车 - 东风5型柴油机车 - 东风5C型柴油机车 - 东风7G型柴油机车 - 东风21型柴油机车 - NJ1型柴油机车 - GKD系列柴油机车 - SDD6型柴油机车（出口纳米比亚） |  |

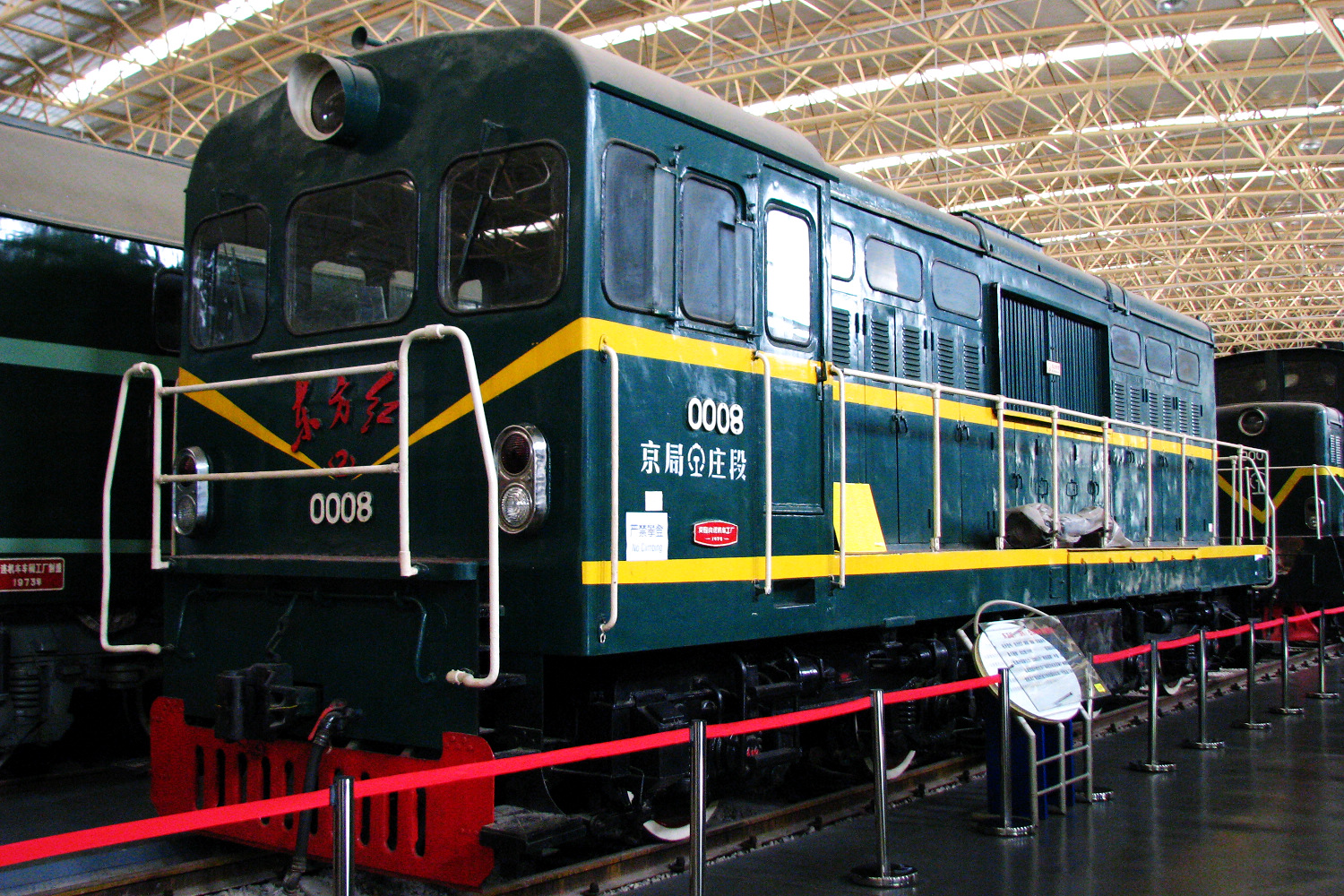
东方红2型柴油机车
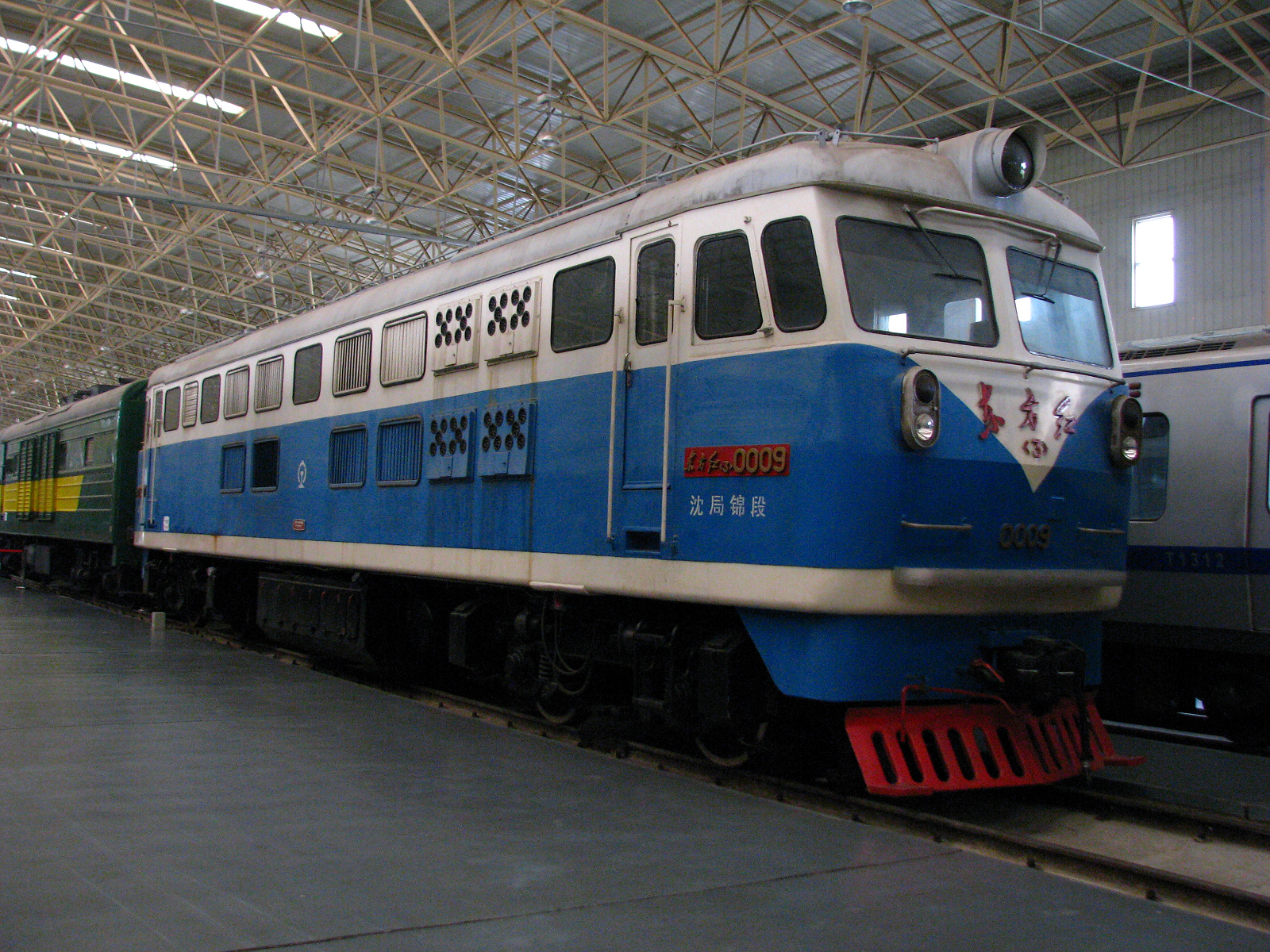
东方红3型柴油机车
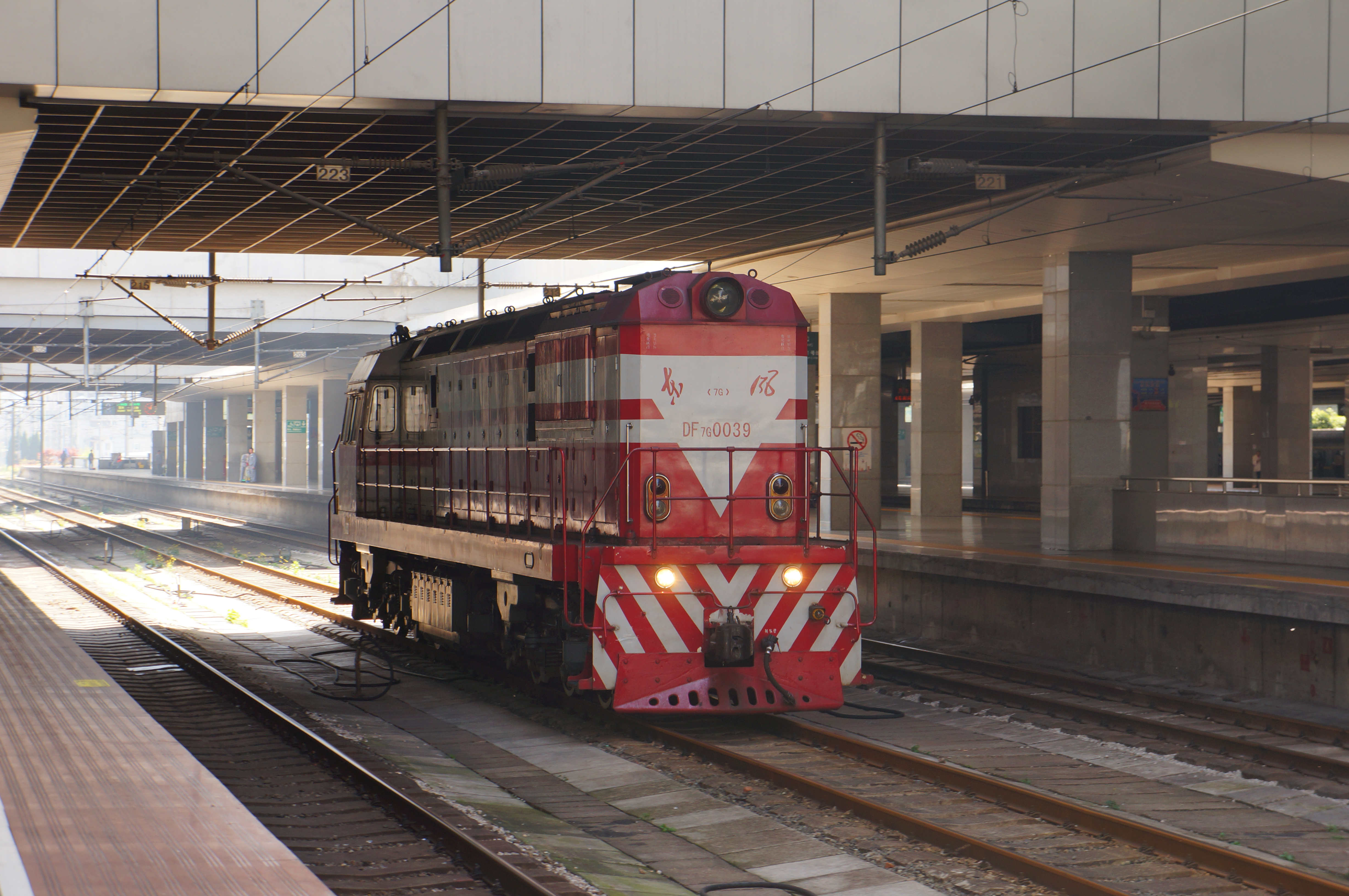
东风7G型柴油机车
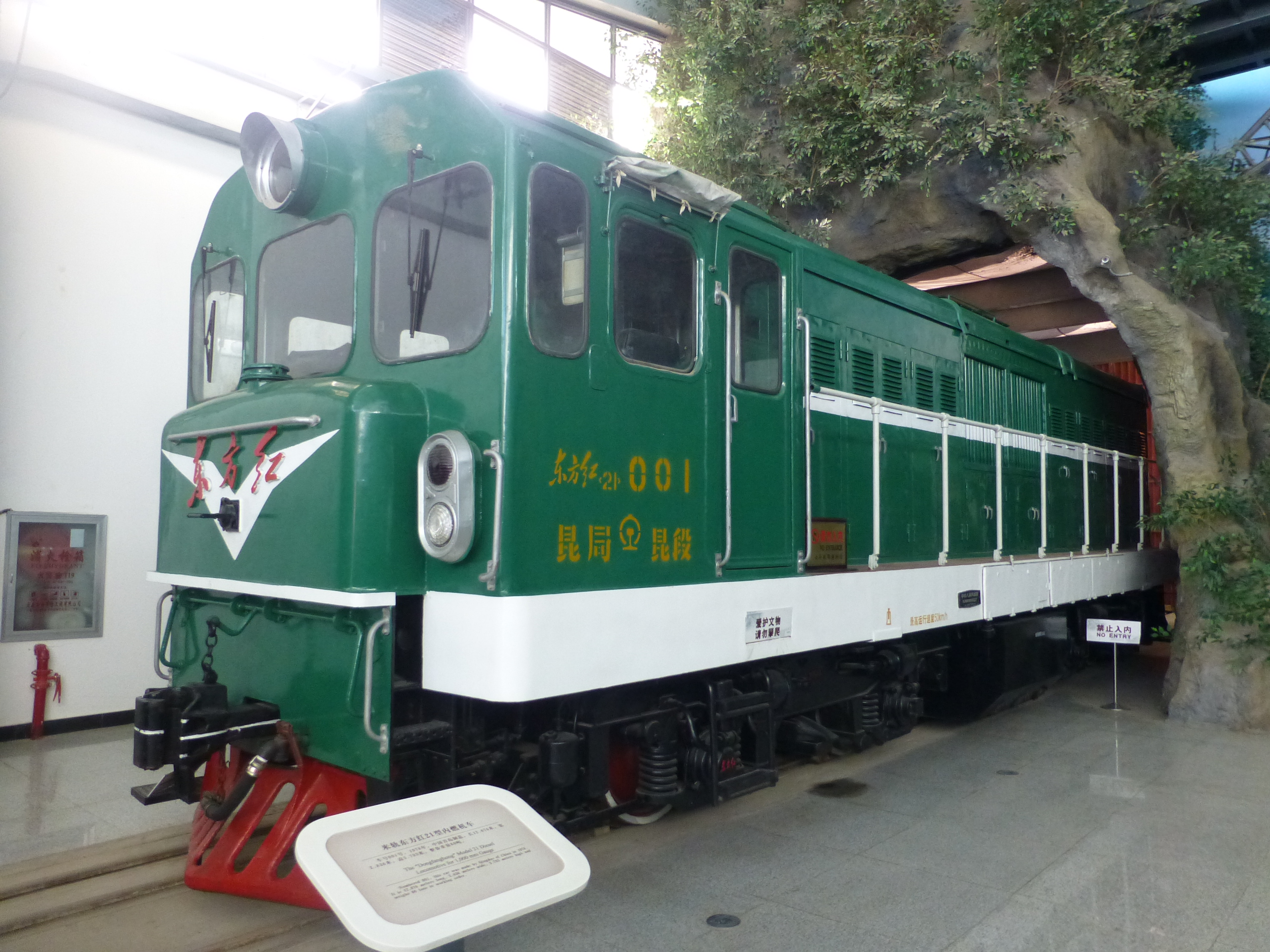
东方红21型米轨柴油机车

### 铁路客车
| - 中国铁路21型客车 - 中国铁路22型客车 - 中国铁路22型双层客车 - 低重心轻快稳列车组 - 中国铁路23型客车 - 中国铁路25型客车 - 中国铁路24型广深空调列车组 - 中国铁路25Z型客车 - 中国铁路25G型客车 - 中国铁路25B型客车 - 中国铁路25K型客车 - 中国铁路25T型客车 | - 中国铁路18型客车 - 中国铁路18A型客车 - 中国铁路19型客车 - 中国铁路19K型客车 - 中国铁路19T型客车 - DDJ1型电力动车组二等软座车 - DJJ2型电力动车组二等软座车 - NZJ2型“神州号”柴油动车组双层客车 - NZJ2型“金轮号”柴油动车组双层客车 - 健康快车 - 25T型广九客车 - 出口伊朗铁路客车 - 出口缅甸软席座车 - 出口朝鲜国际联运25K型客车 - 复兴号CR200J型电力动车组（客车车厢） - 复兴号柴油动车组（客车车厢） |  |

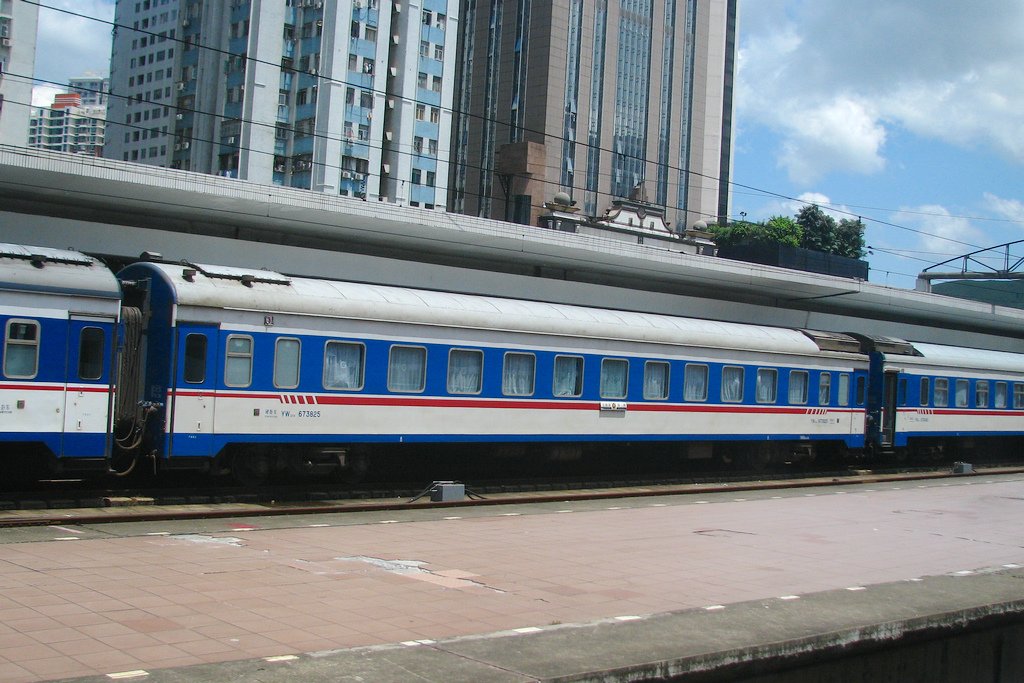
四方机厂生产的25K型客车
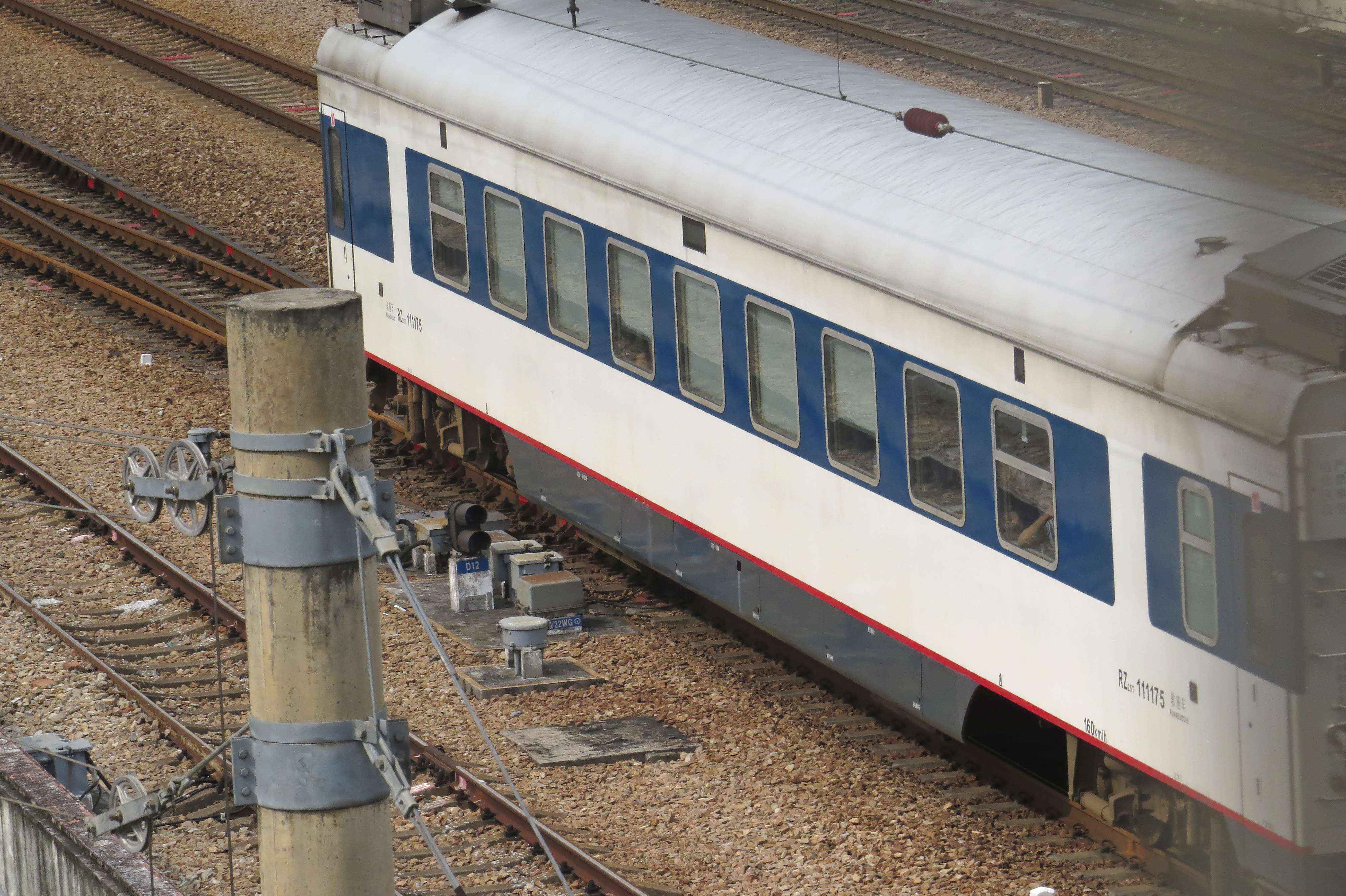
四方机厂生产的广九版25T型客车

### 动车组
| - 柴油动车组 - 天安号公务动车 - 东风型柴油动车组 - NYJ1型柴油动车组 - NYF1型柴油动车组 - 天驰号柴油动车组 - 出口纳米比亚柴油动车组 - 出口委内瑞拉柴油动车组 - 出口斯里兰卡柴油动车组 - 出口菲律宾柴油动车组 | - 电力动车组 - DJF1型电力动车组 - CRH2型“和谐号”电力动车组系列 - CRH6型“和谐号”电力动车组系列 - CRH380A型“和谐号”电力动车组系列 - 香港動感號高速動車組 - CR300AF型电力动车组 - CR400AF型电力动车组 - 更高速度试验列车（CIT500） |  |

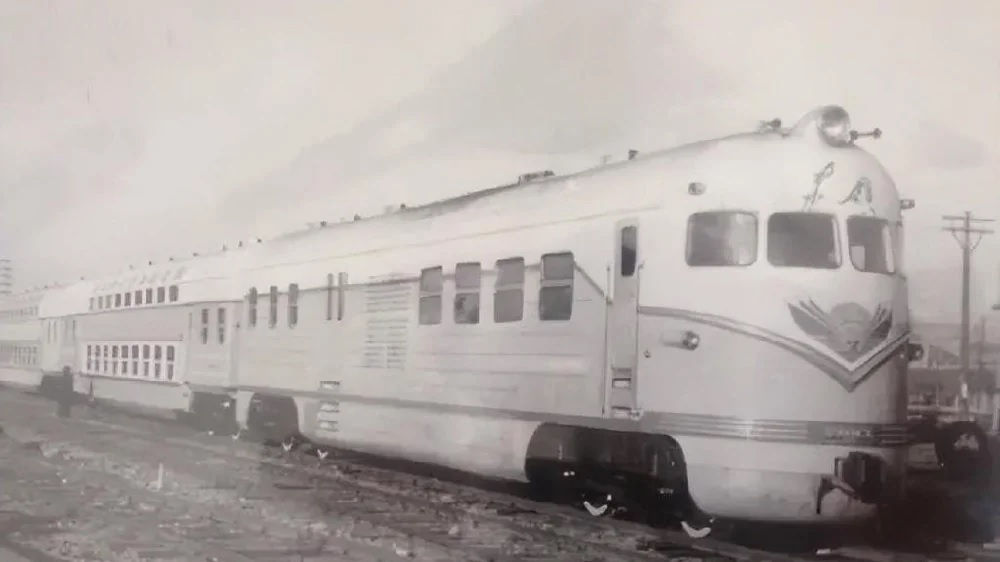
东风型柴油动车组
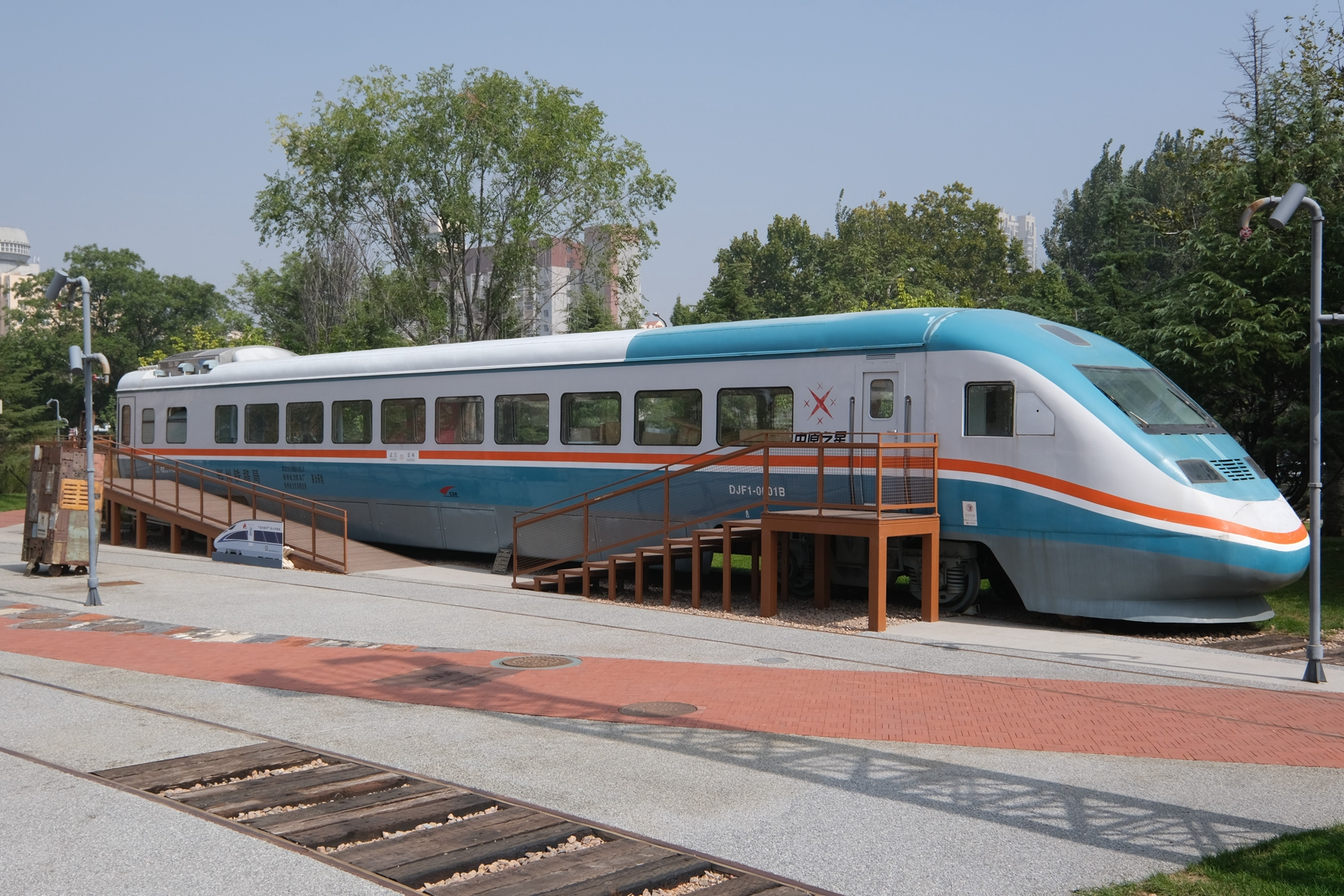
DJF1型电力动车组
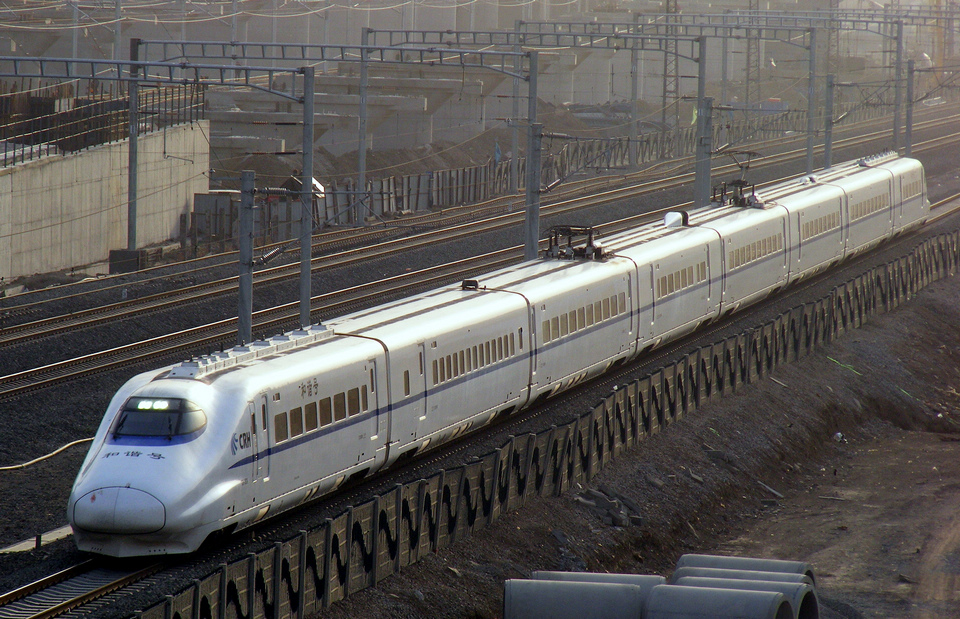
CRH2A型高速动车组
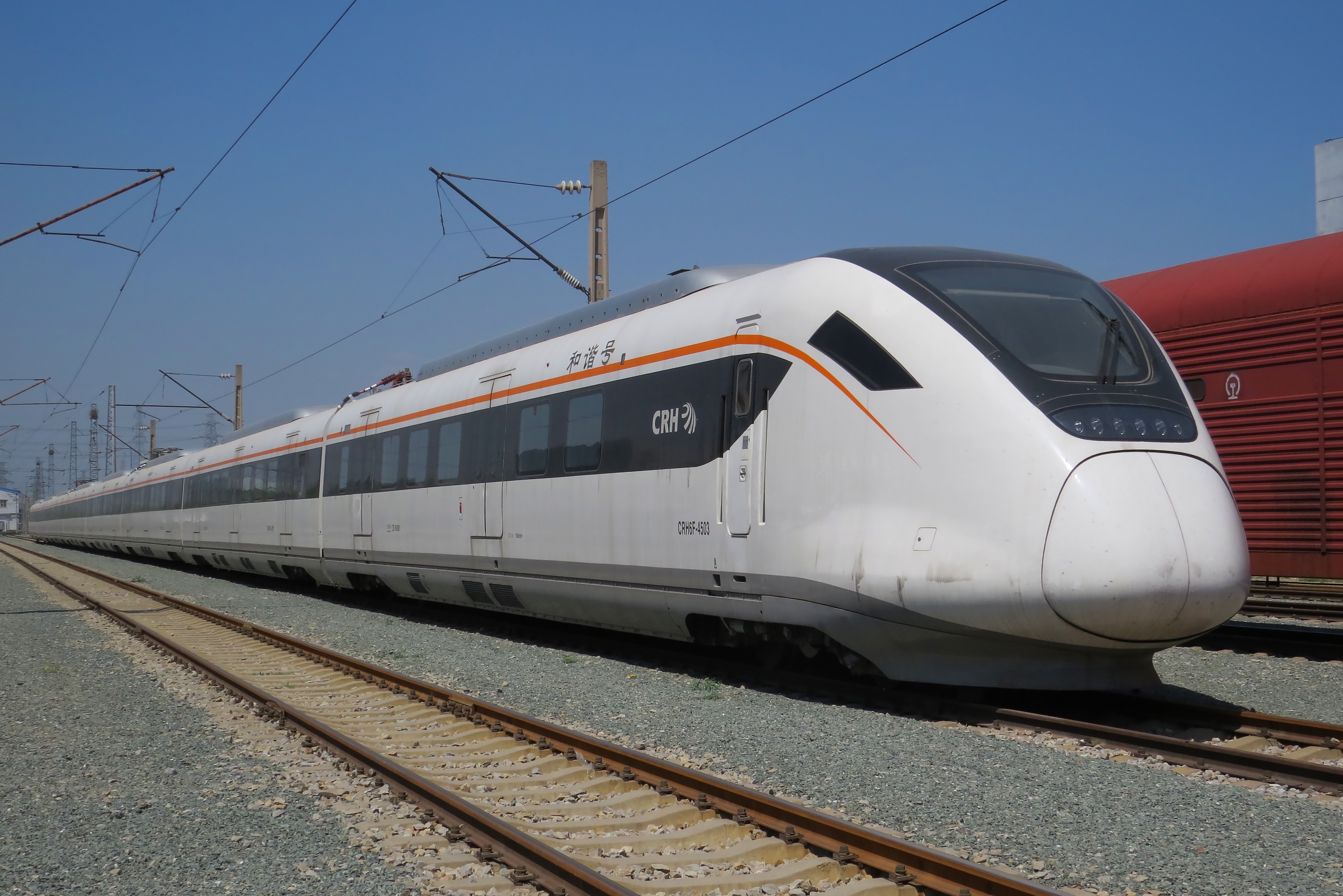
CRH6F型城际动车组
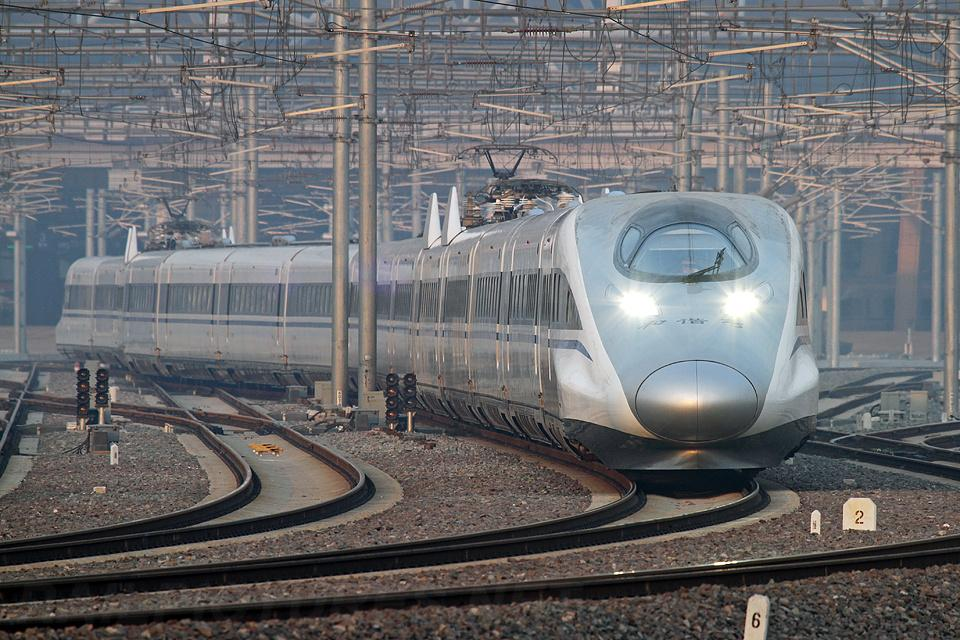
CRH380AL型高速动车组
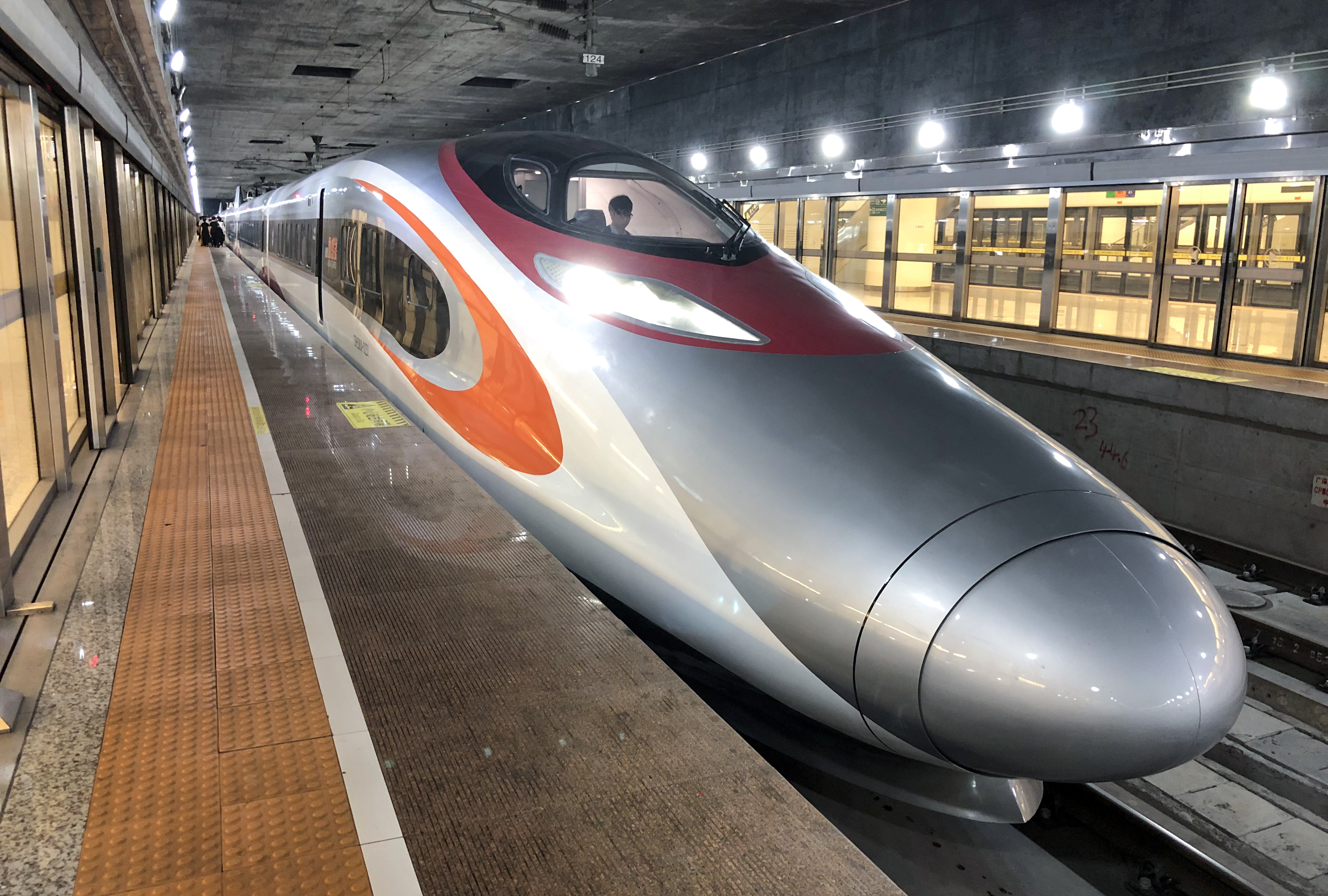
港铁版CRH380A型高速动车组
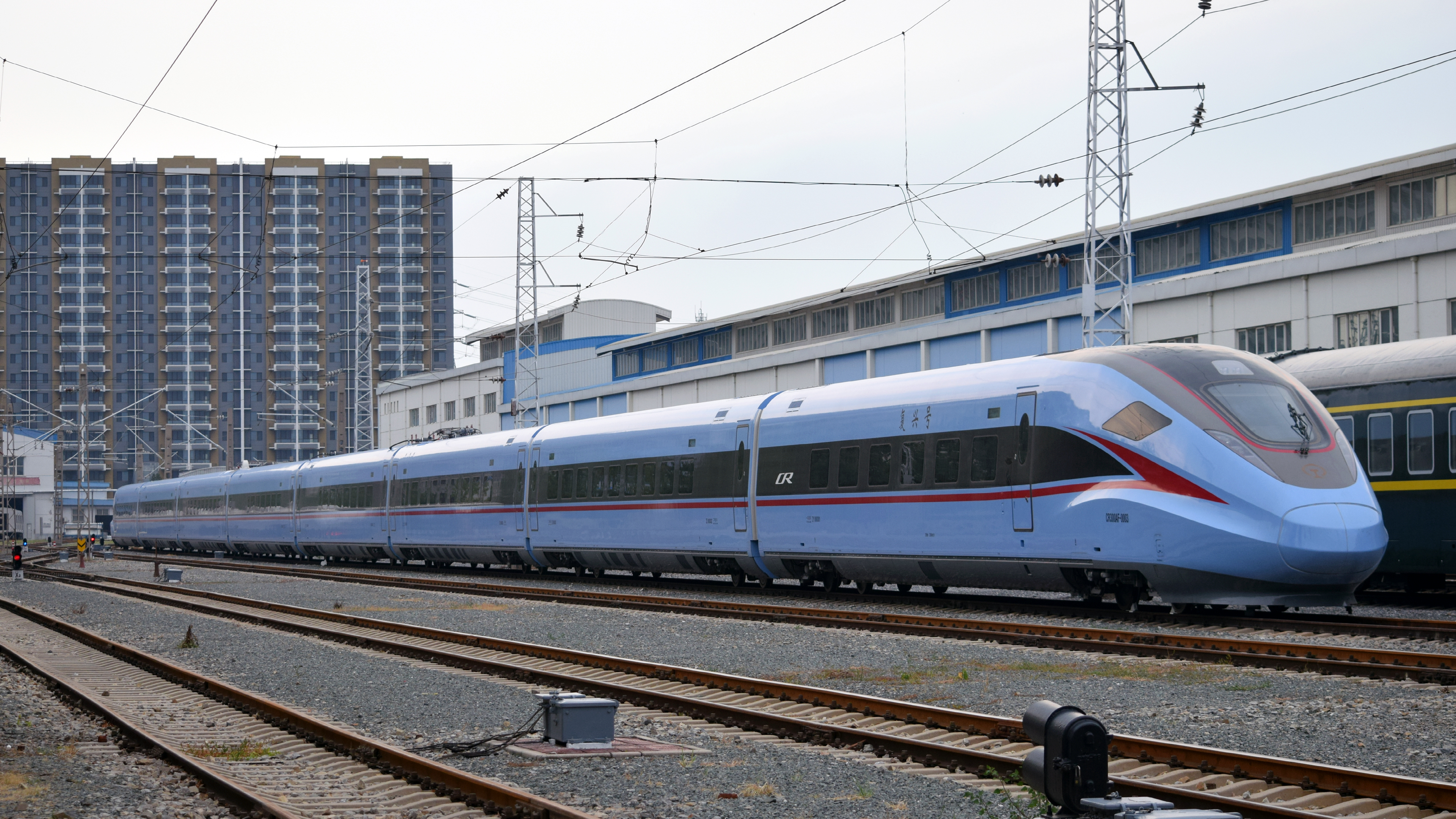
CR300AF型高速动车组
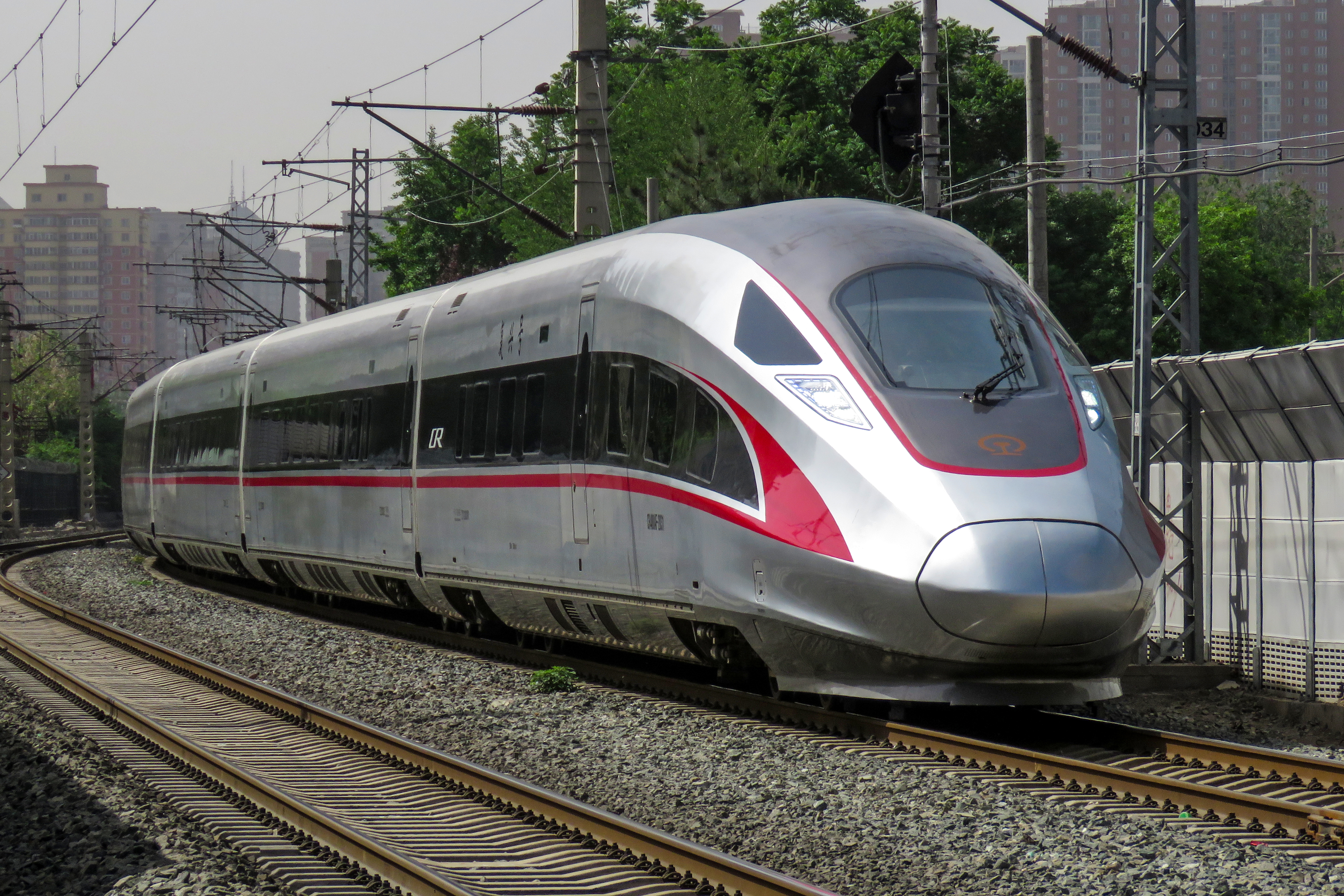
CR400AF型高速动车组

### 城市轨道交通列车
- 北京地铁八通线、1号线、4号线、8号线、昌平线、大兴线、燕房线B型地铁列车，14号线、16号线、17号线、19号线A型地铁列车
- 天津地铁3号线、6号线、10号线B型地铁列车、7号线A型地铁列车
- 广州地铁4号线、5号线、6号线直线电机地铁车辆（04型城轨车）、广佛线二期B型地铁车辆
- 佛山地铁2号线、3号线B型地铁列车
- 深圳地铁13号线A型地铁列车
- 成都地铁1号线、2号线B型地铁列车；7号线、10号线A型地铁列车
- 重庆地铁5号线As型地铁列车
- 沈阳地铁2号线B型地铁列车
- 青岛地铁1号线、2号线、3号线、4号线、6号线、8号线、蓝谷快线、西海岸快线B1型地铁列车
- 石家庄地铁3号线地铁列车
- 郑州地铁1号线、4号线、14号线、17号线、城郊线B型地铁列车，3号线、6号线、10号线A型地铁列车
- 长沙地铁1号线北延段B型地铁列车
- 长沙地铁3号线南延段B型地铁列车
- 长沙地铁6号线A型地铁列车
- 新加坡地铁列车（与川崎重工业合制）
- 港鐵 █  觀塘綫、 █  荃灣綫、 █  港島綫、 █  將軍澳綫SFM47/47A （已由港鐵訂購，2017年起製造，2022年投入服務）
- 港鐵機場鐵路中國青島四方製列車 （已由港鐵訂購）
- 港鐵迪士尼綫中國青島四方製列車 （已由港鐵訂購，預計2028年投入服務）
- 美国芝加哥地铁7000型列车
- 雅加達通勤鐵路列车KCI-SFC120-V型

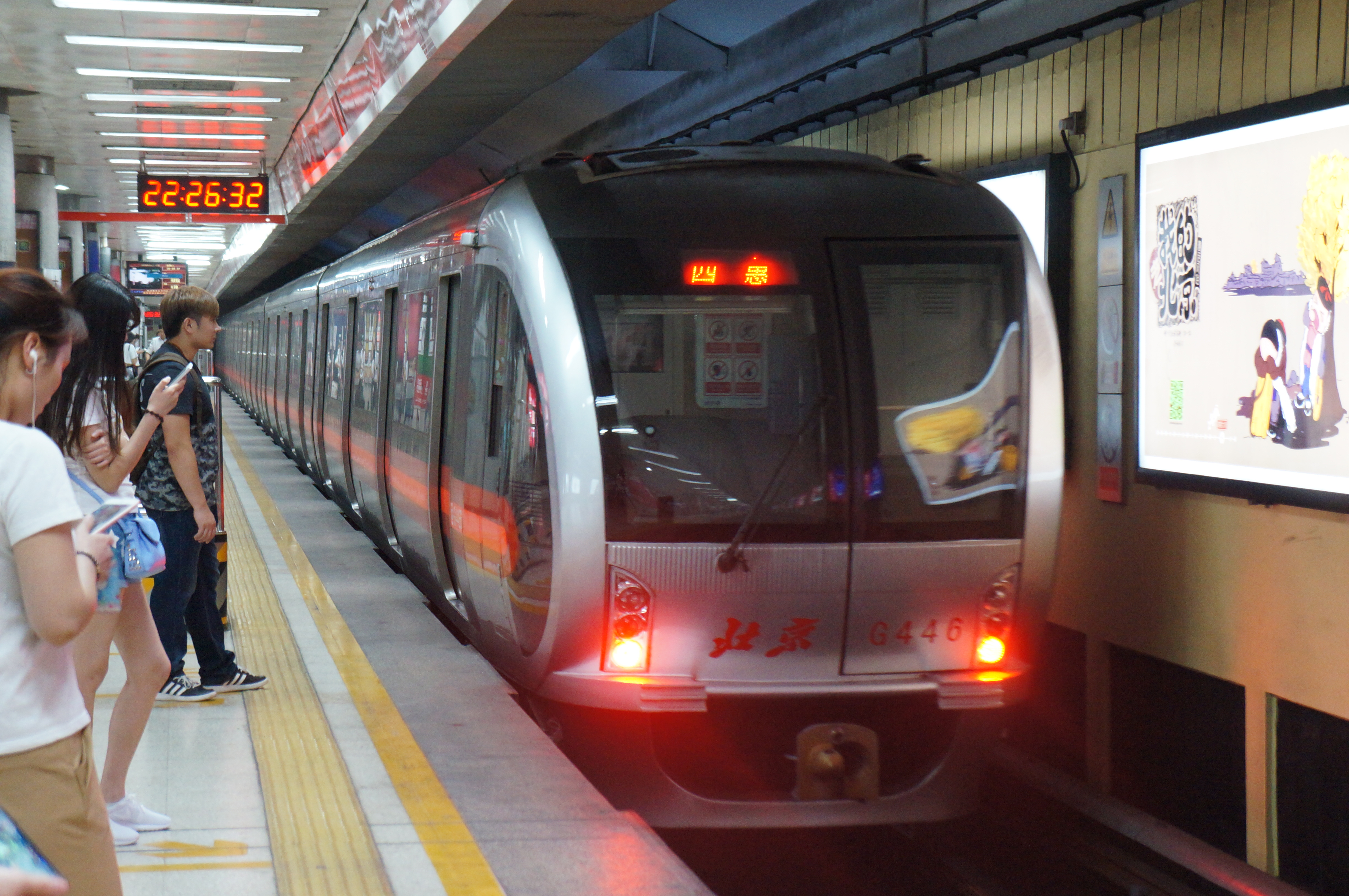
北京地铁1号线列车
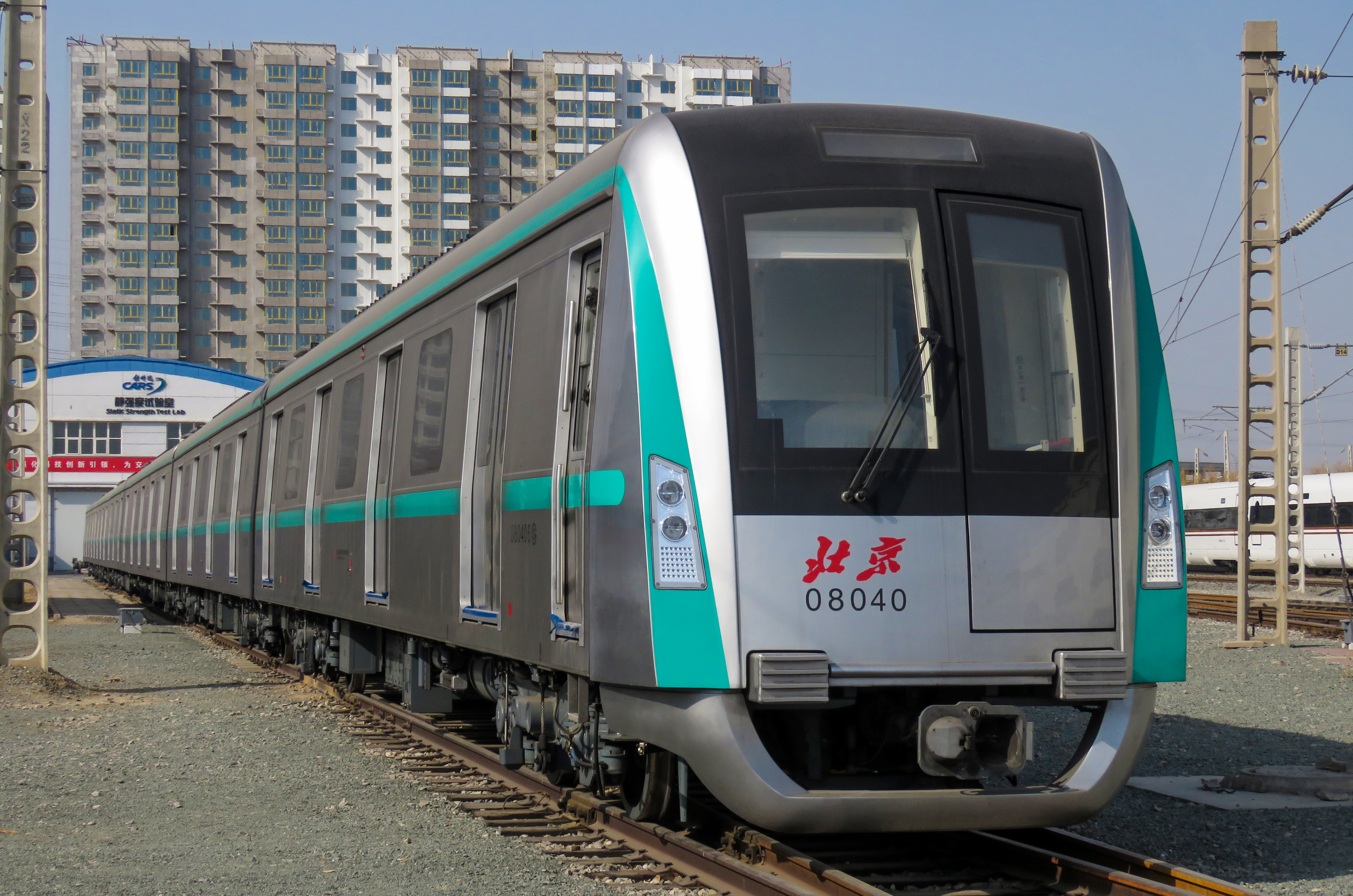
北京地铁8号线列车
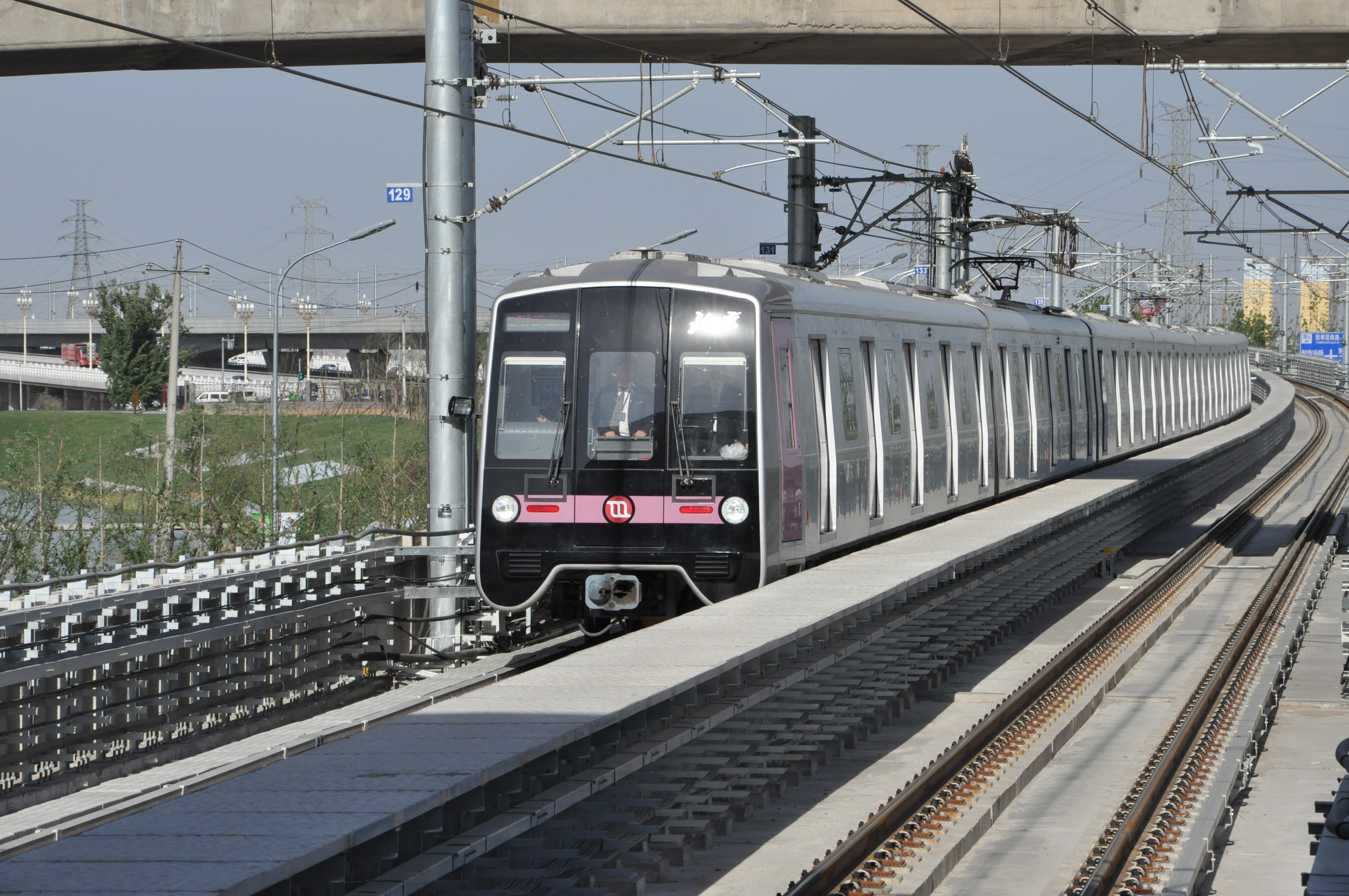
北京地铁14号线列车
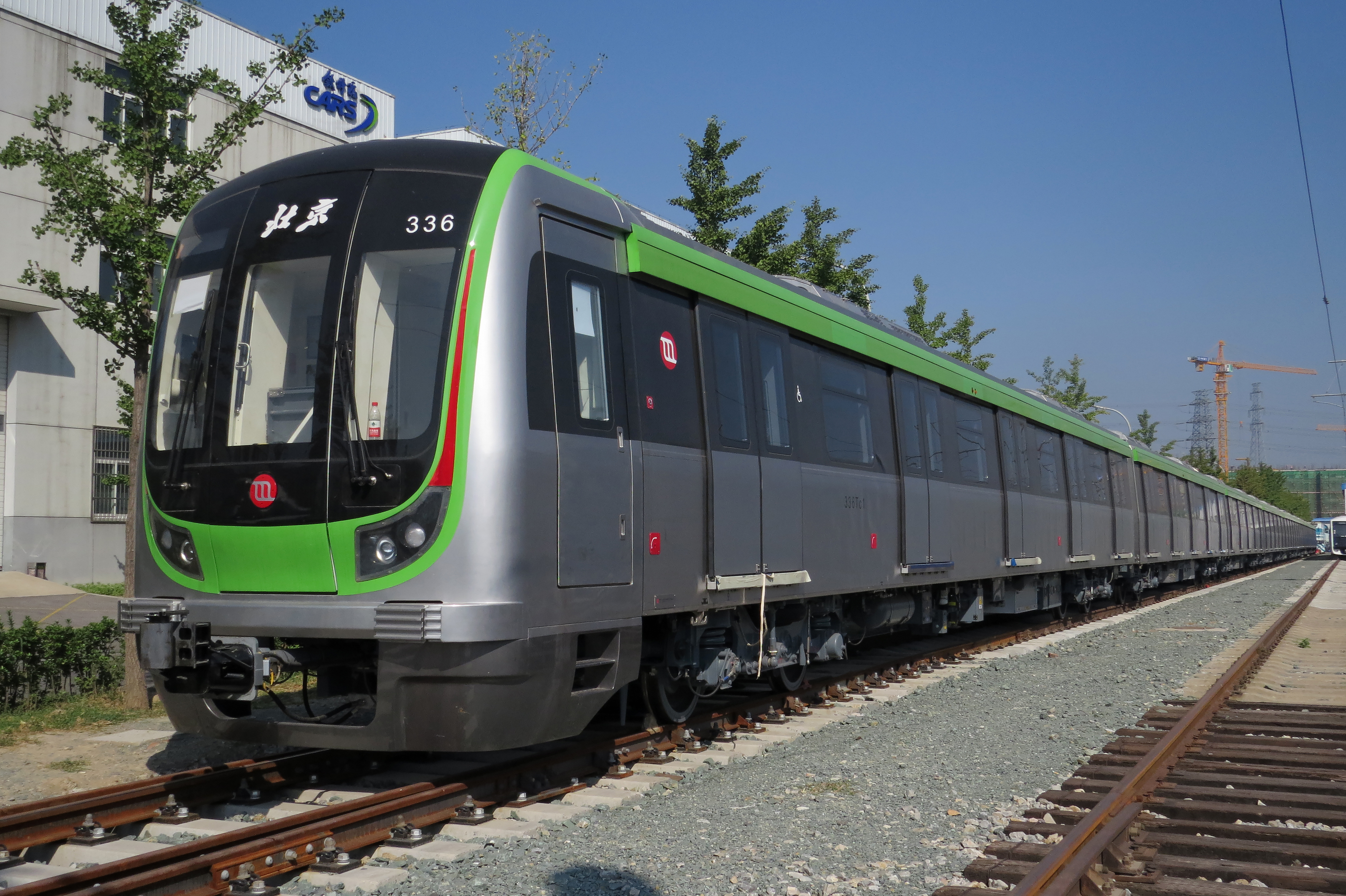
北京地铁16号线列车
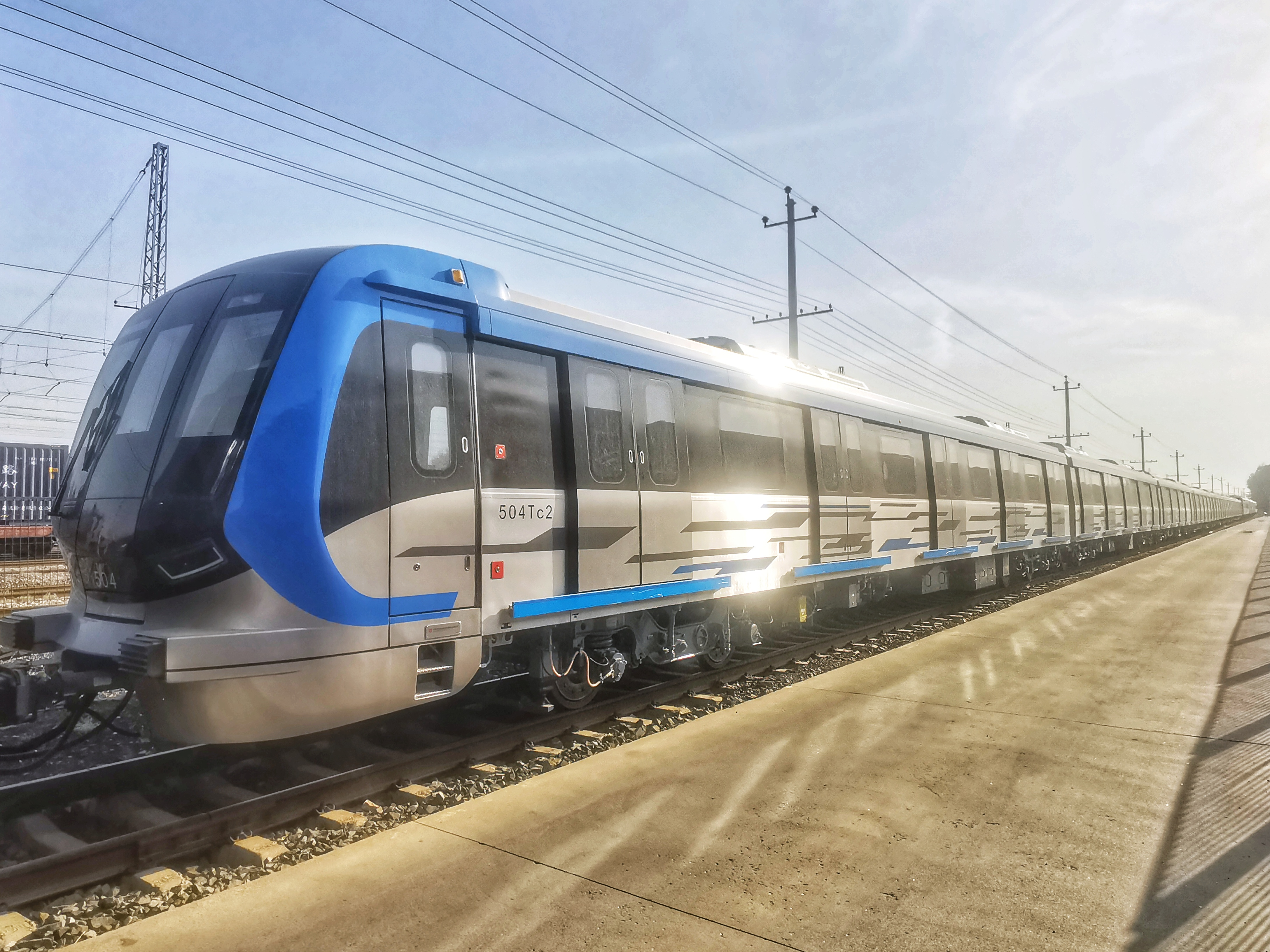
北京地铁17号线列车
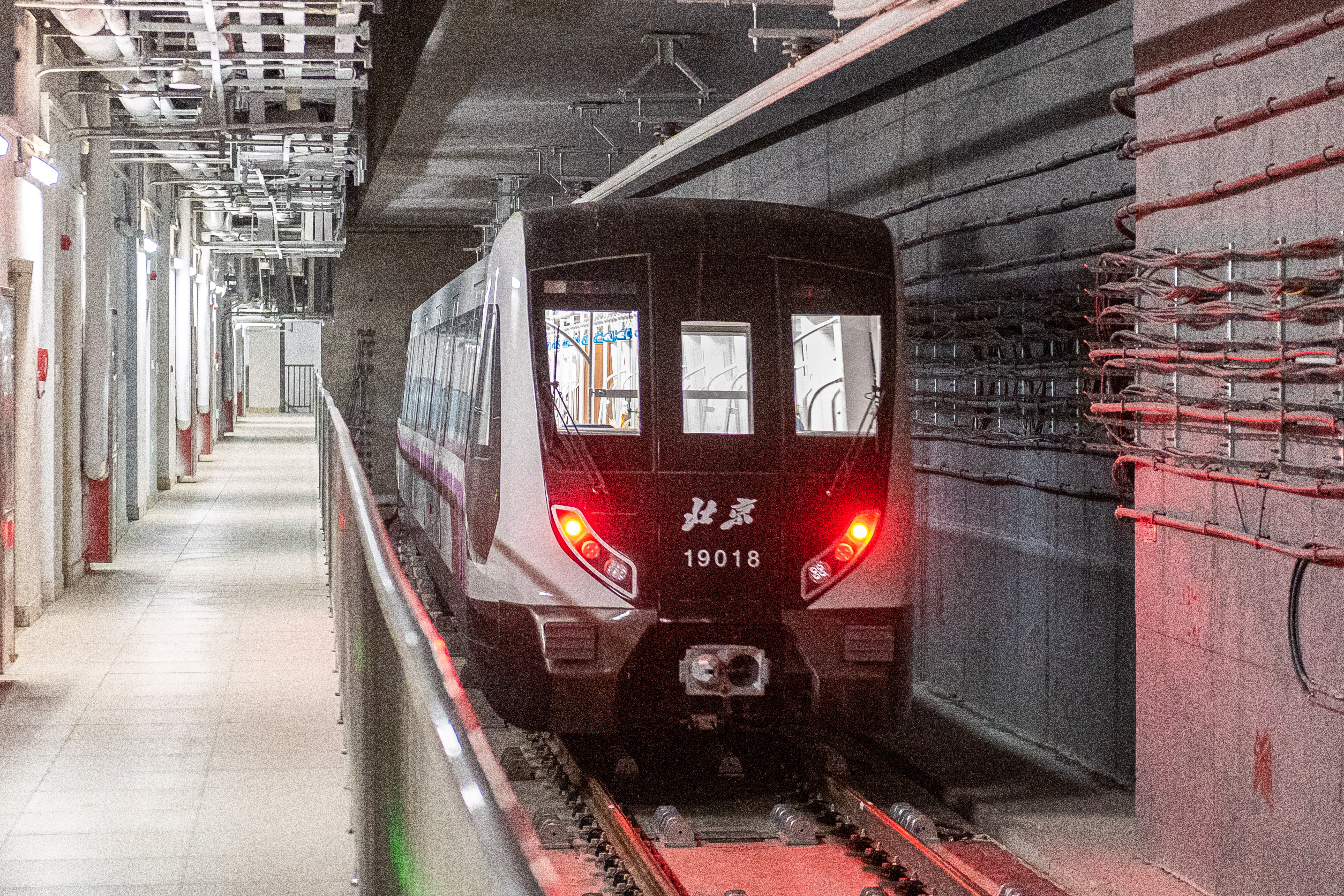
北京地铁19号线列车
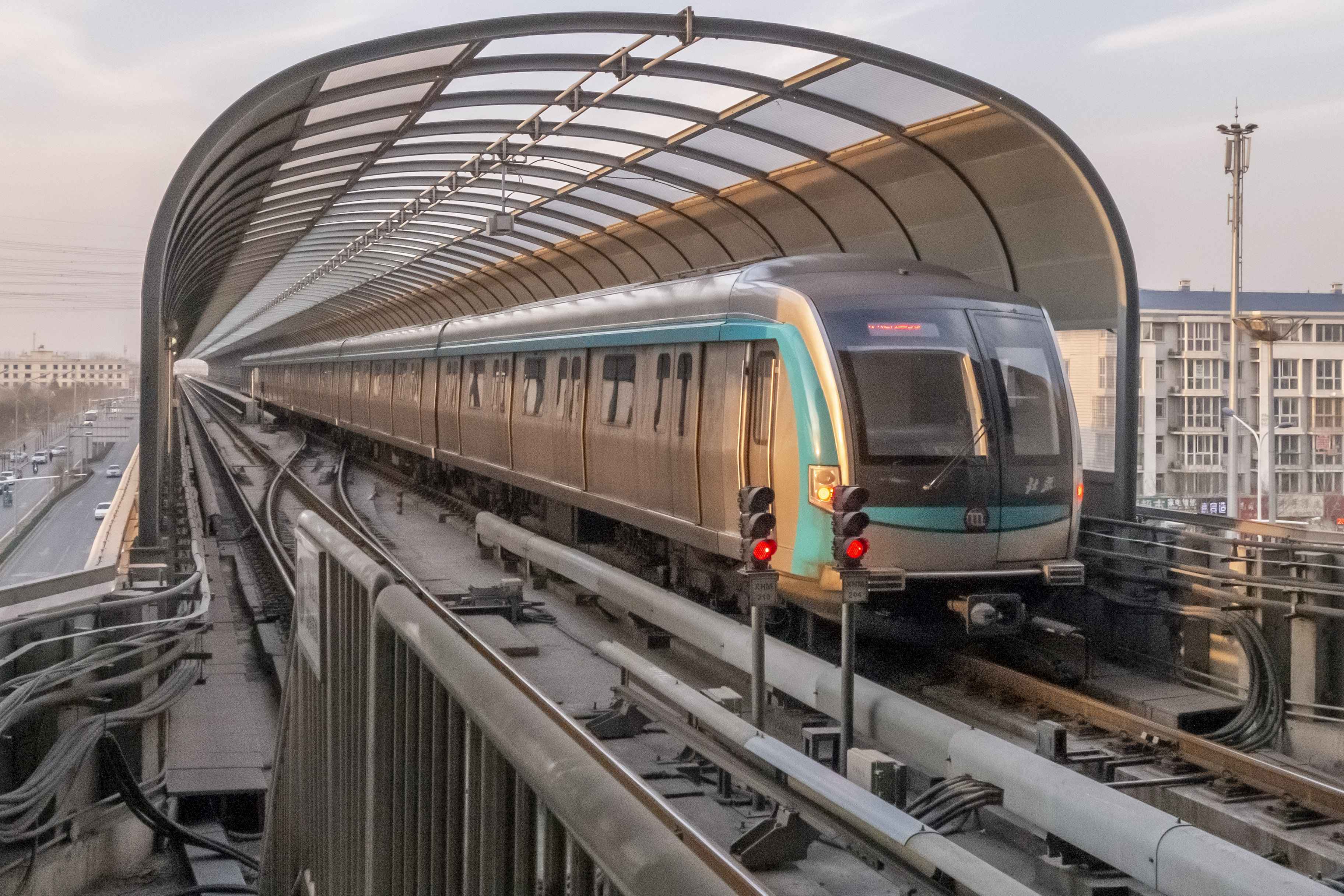
北京地铁大兴线列车
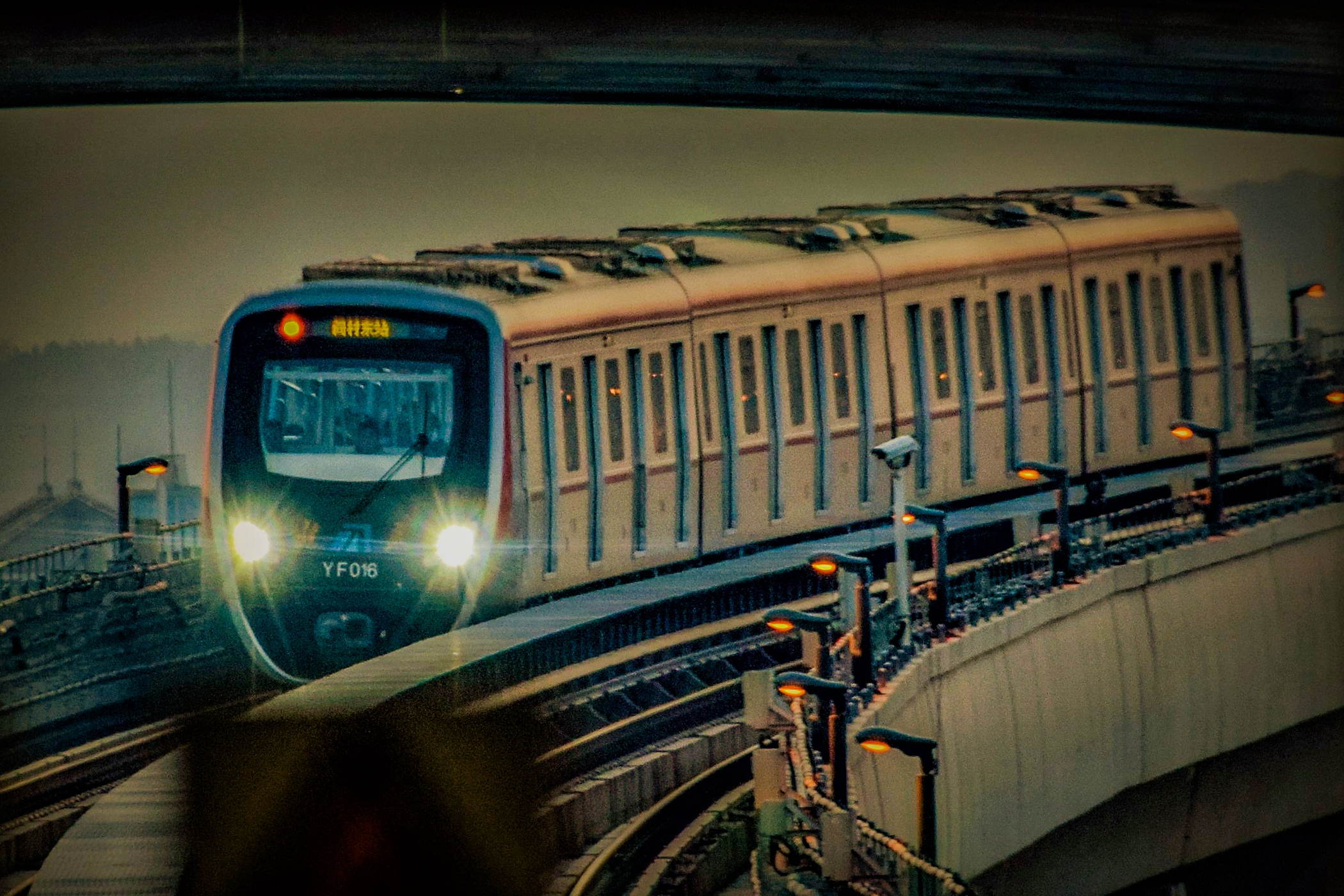
北京地铁燕房线列车
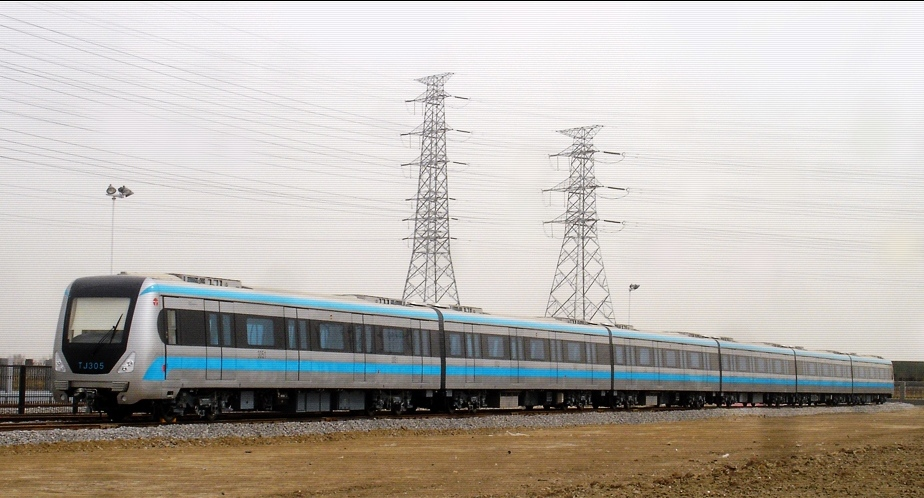
天津地铁3号线列车
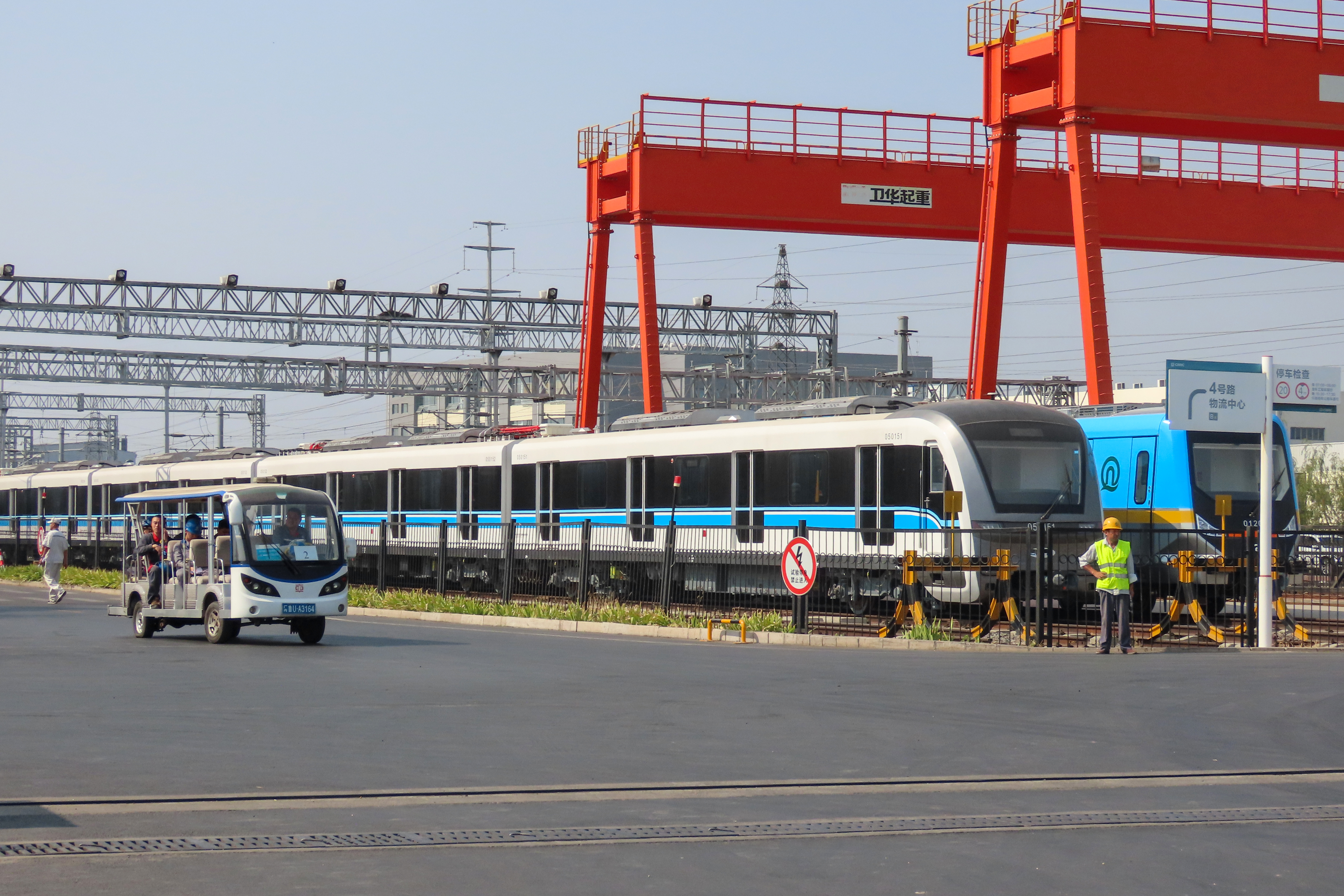
重庆轨道交通5号线列车
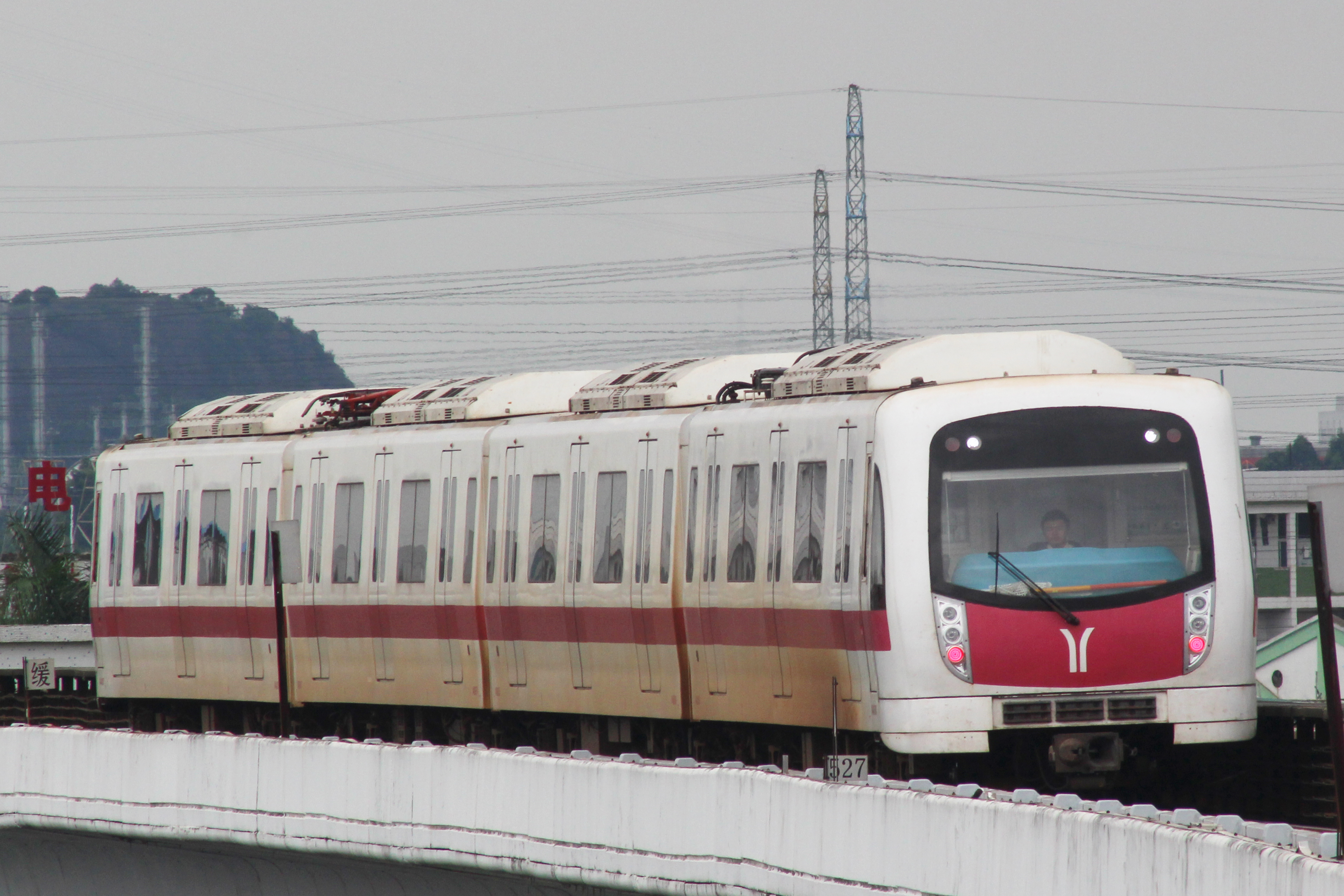
广州地铁4号线列车
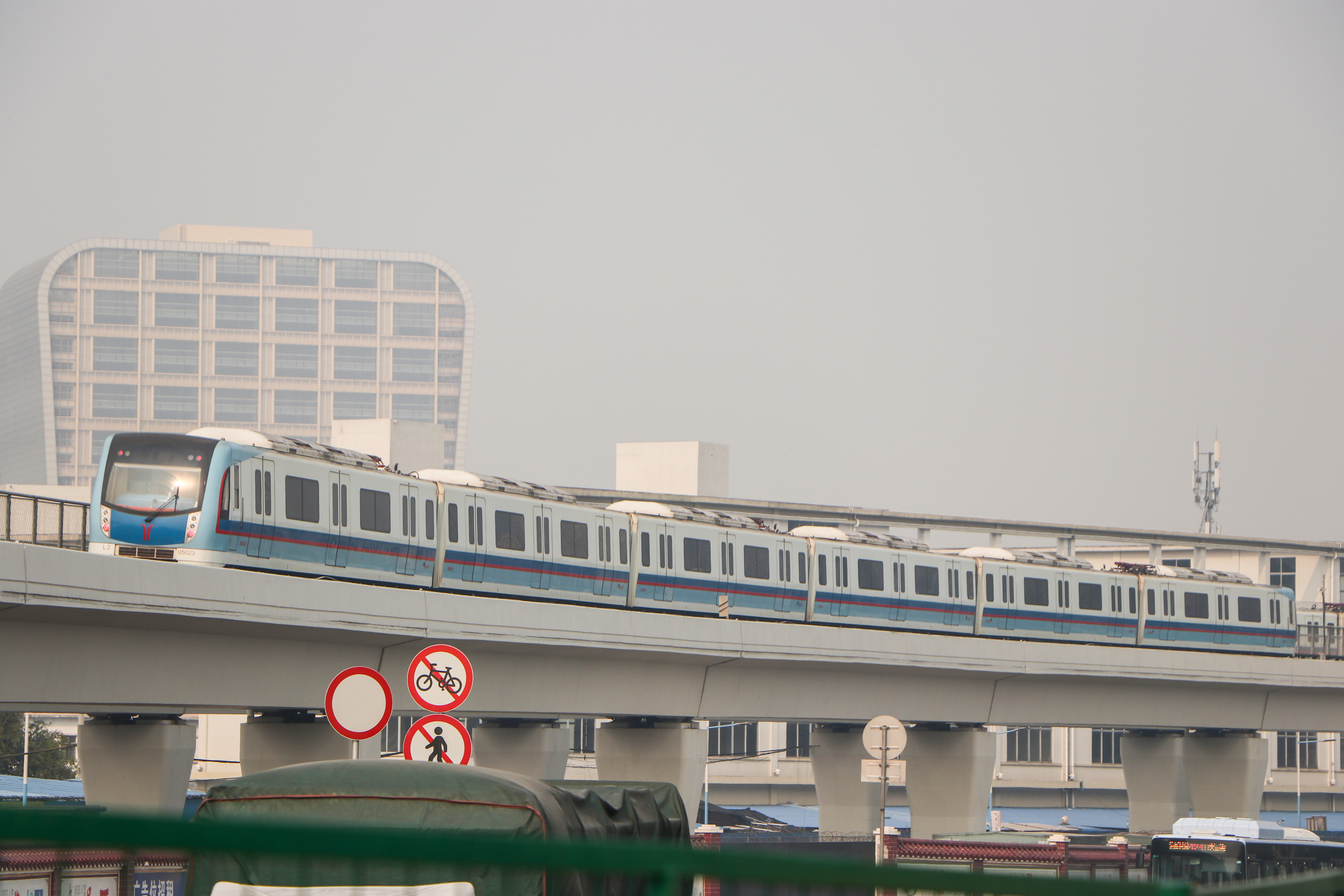
广州地铁5号线列车
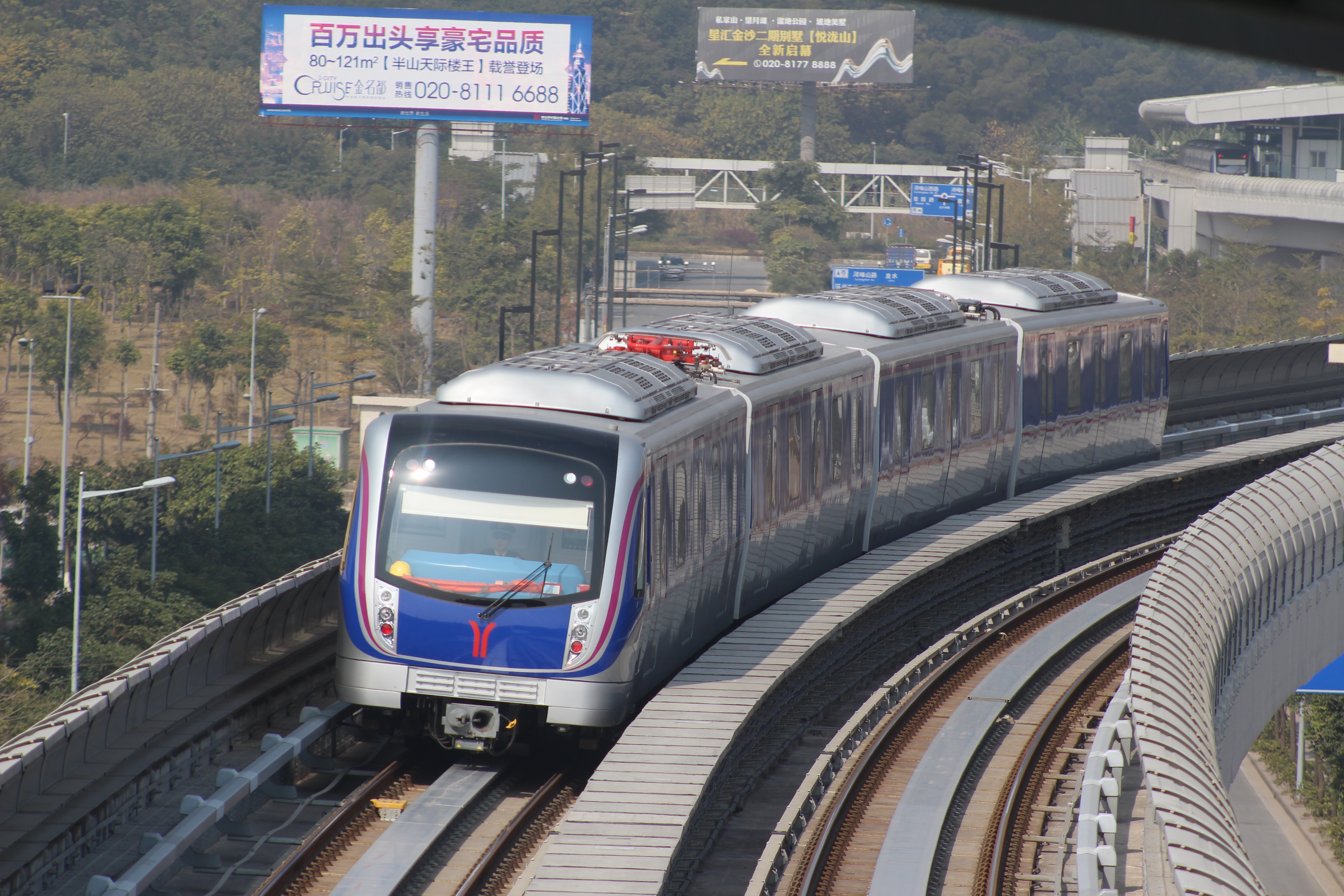
广州地铁6号线列车
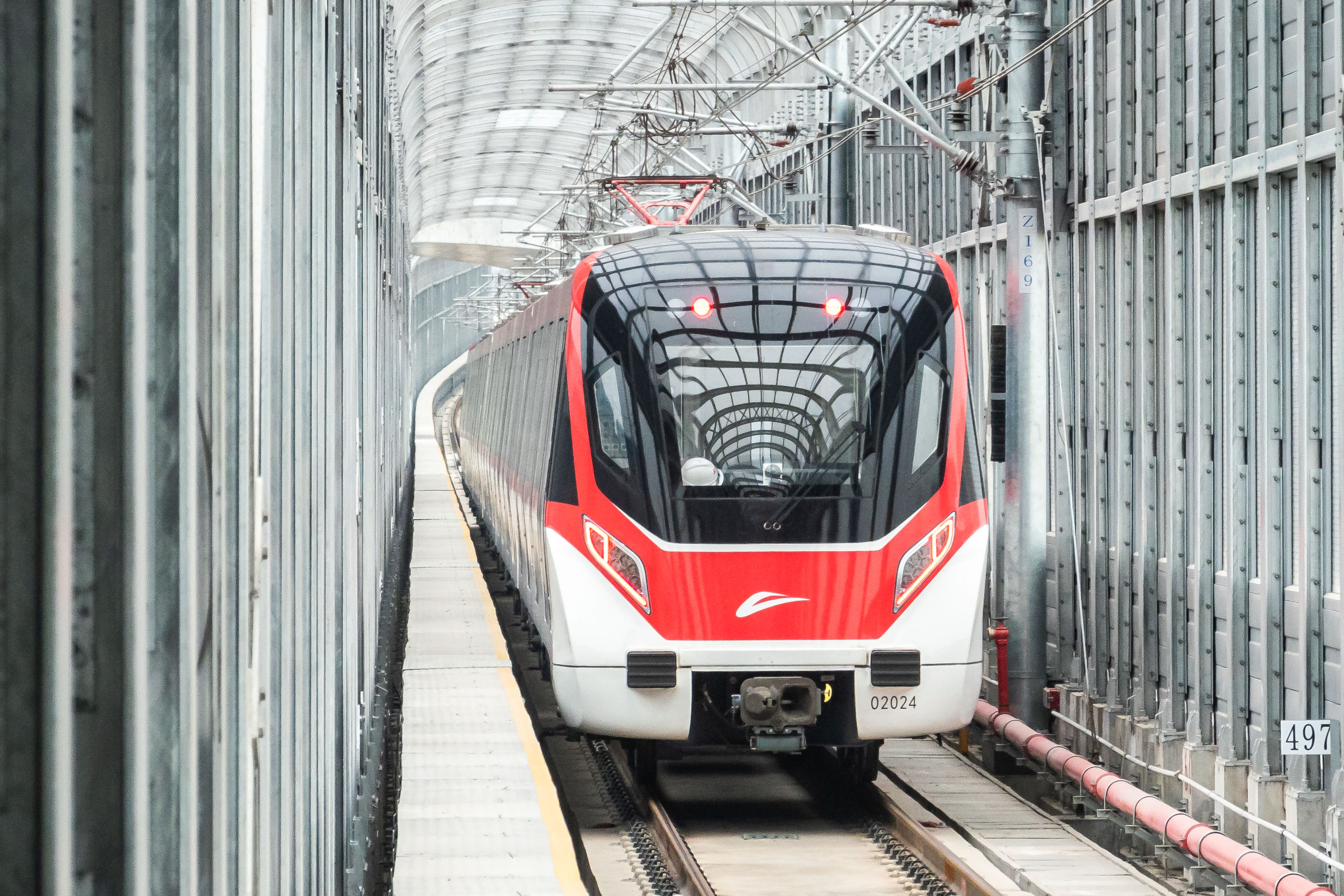
佛山地铁2号线列车
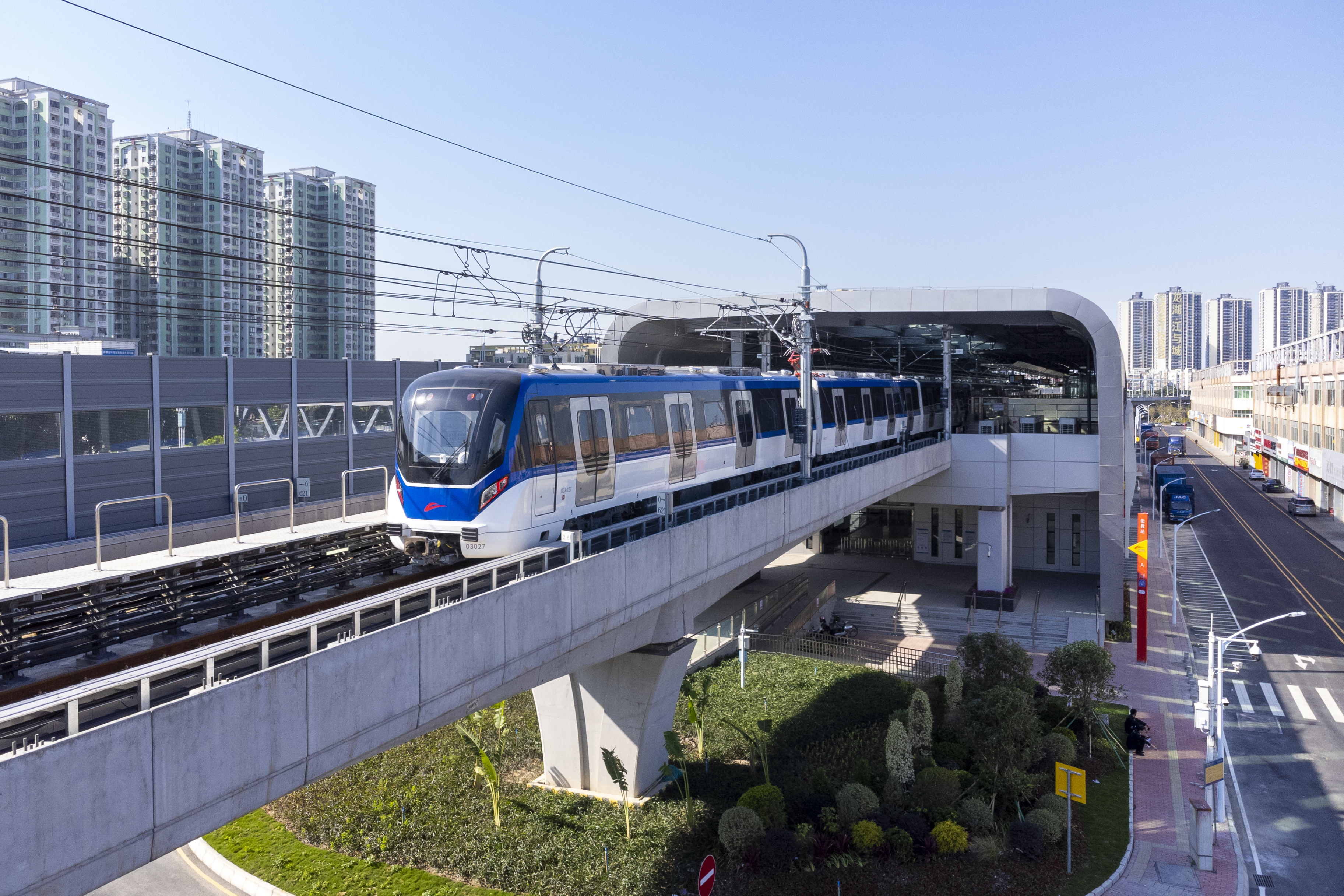
佛山地铁3号线列车
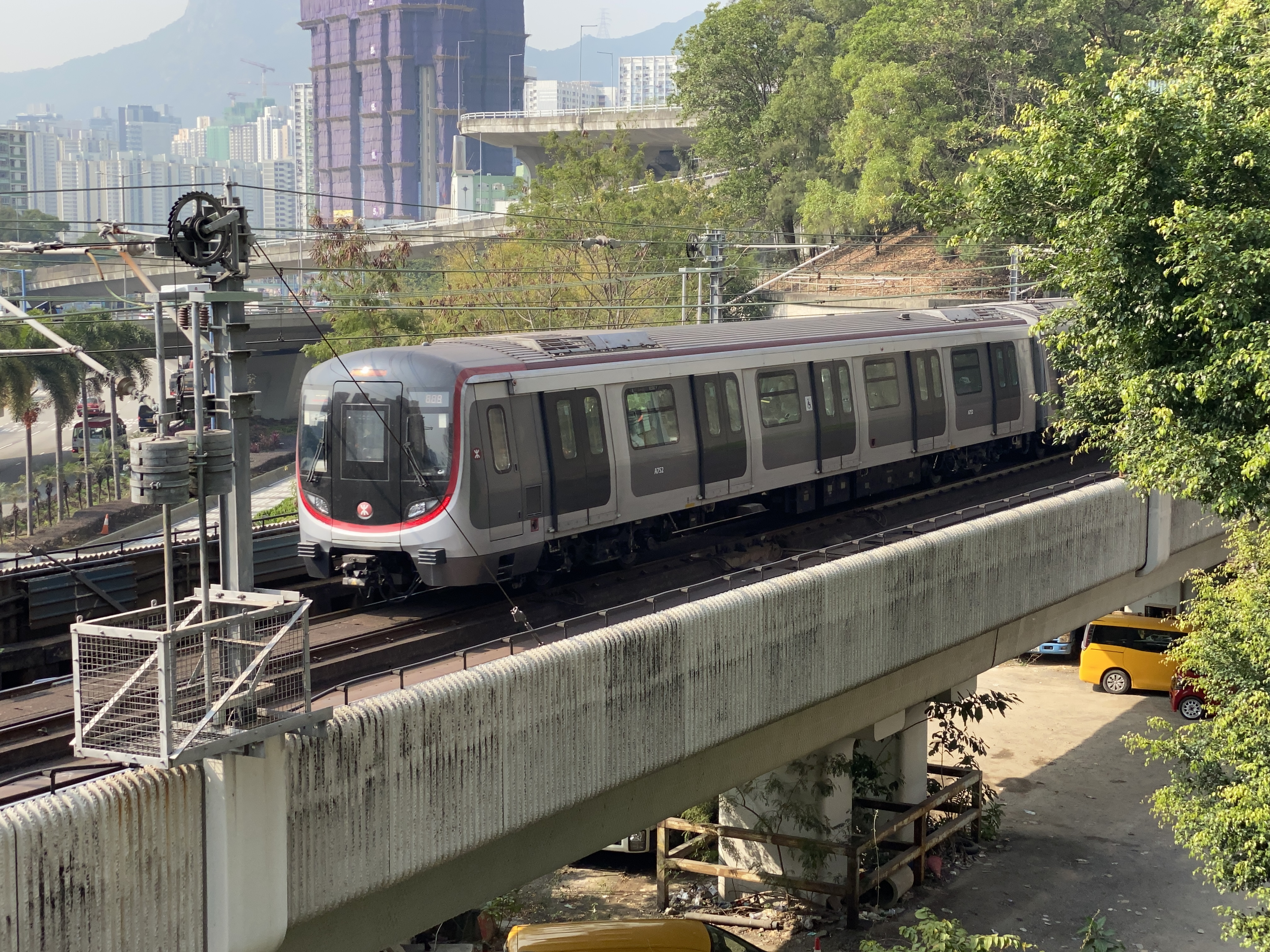
港铁市区线列车
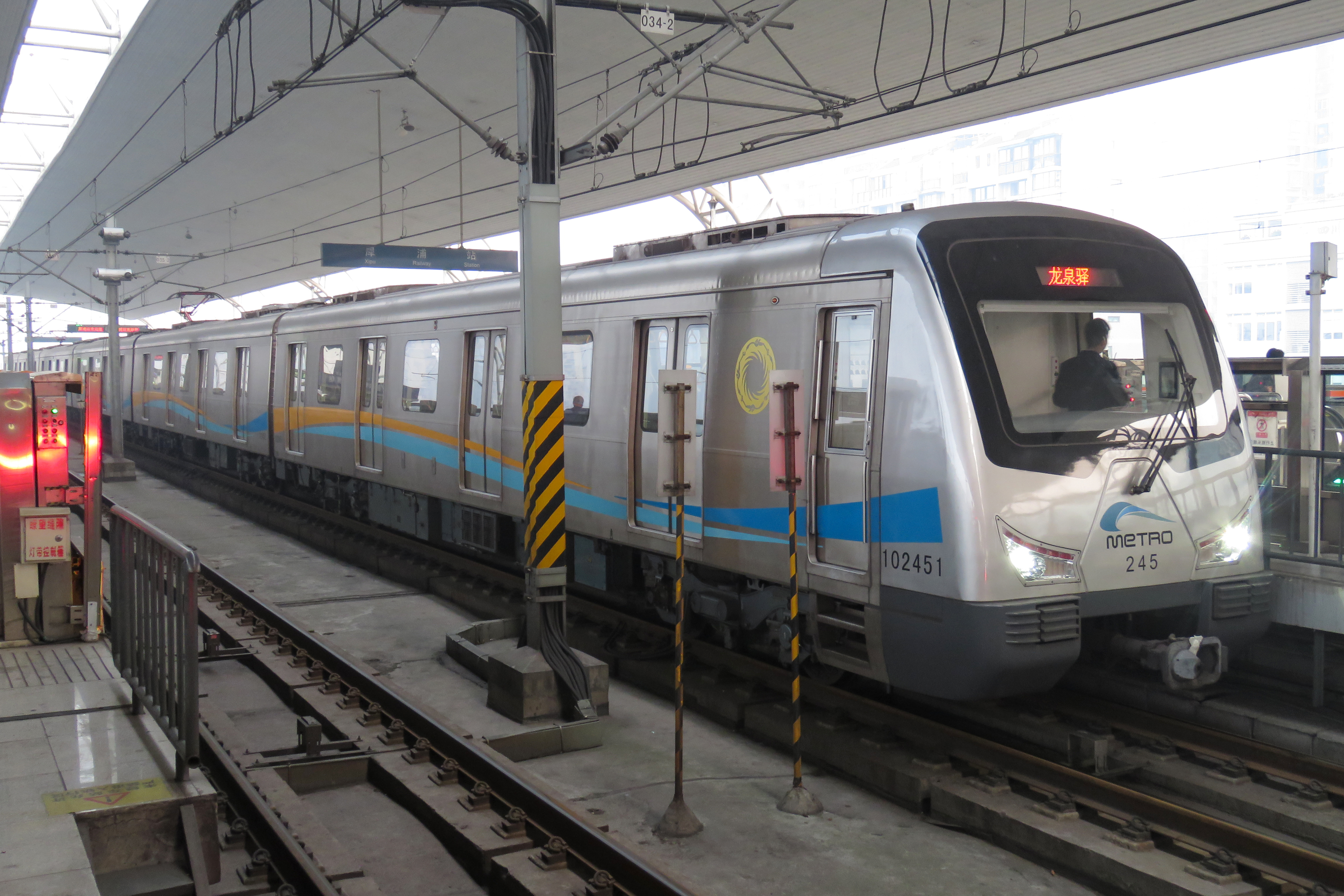
成都地铁2号线增购列车
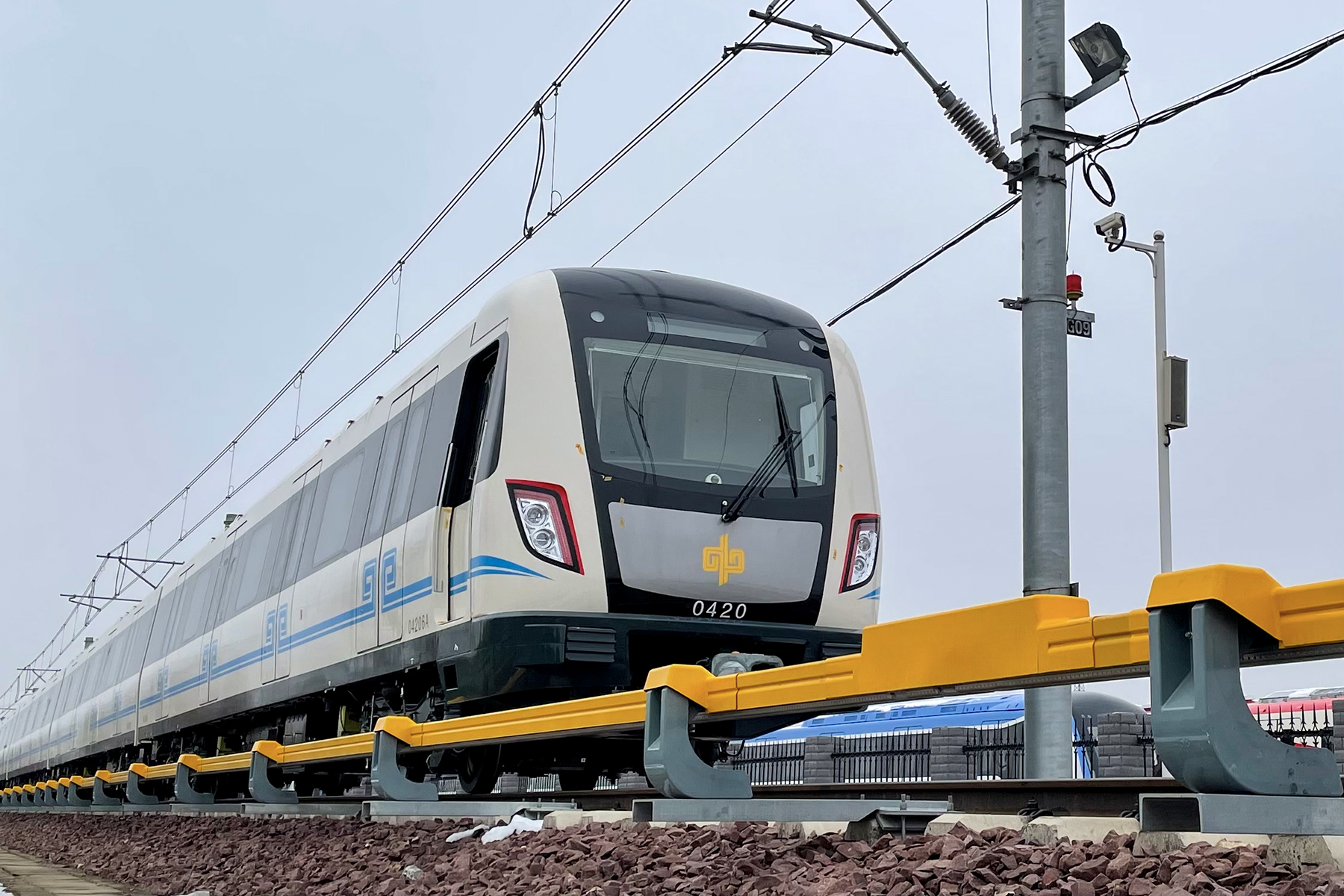
郑州地铁4号线列车
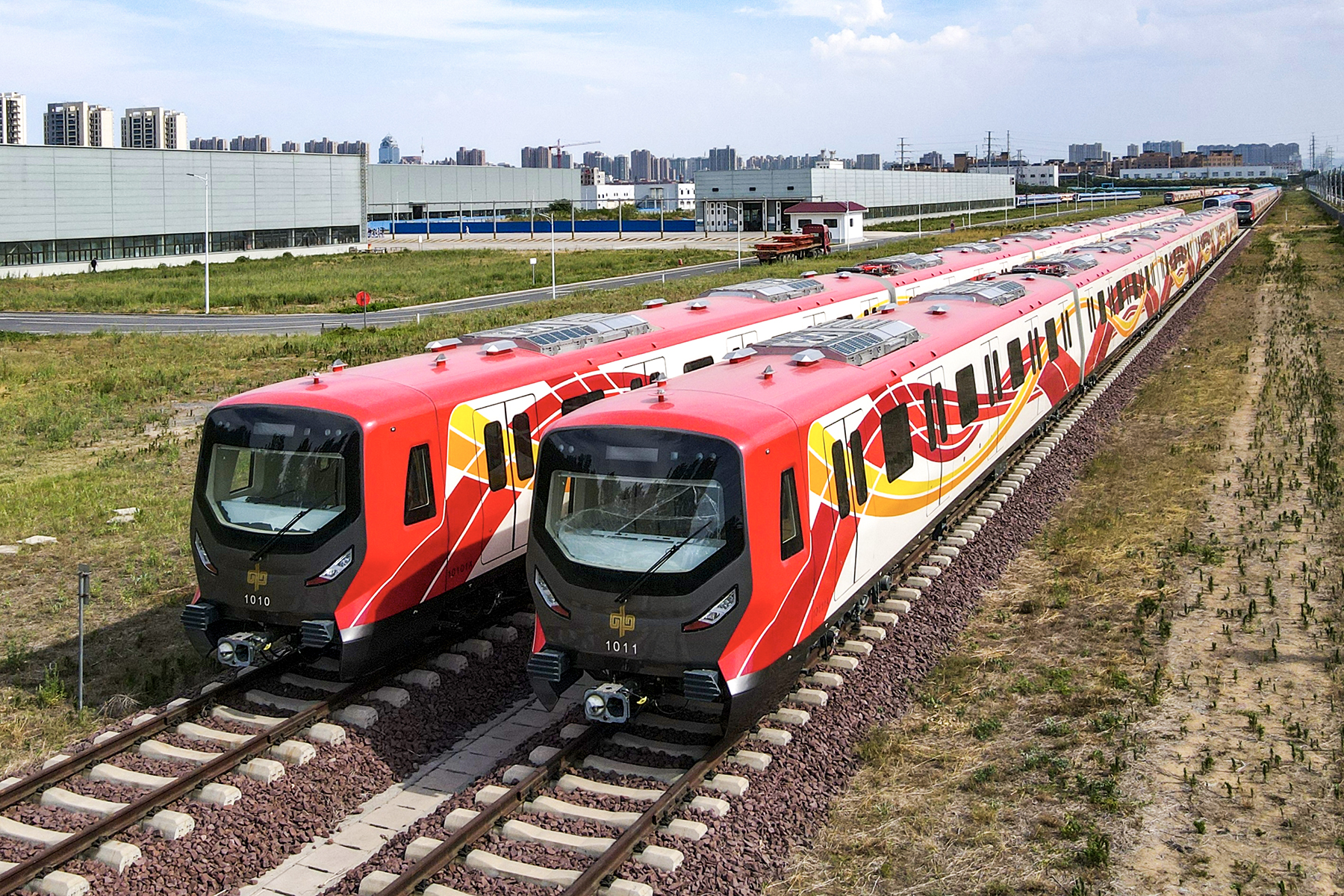
郑州地铁10号线列车
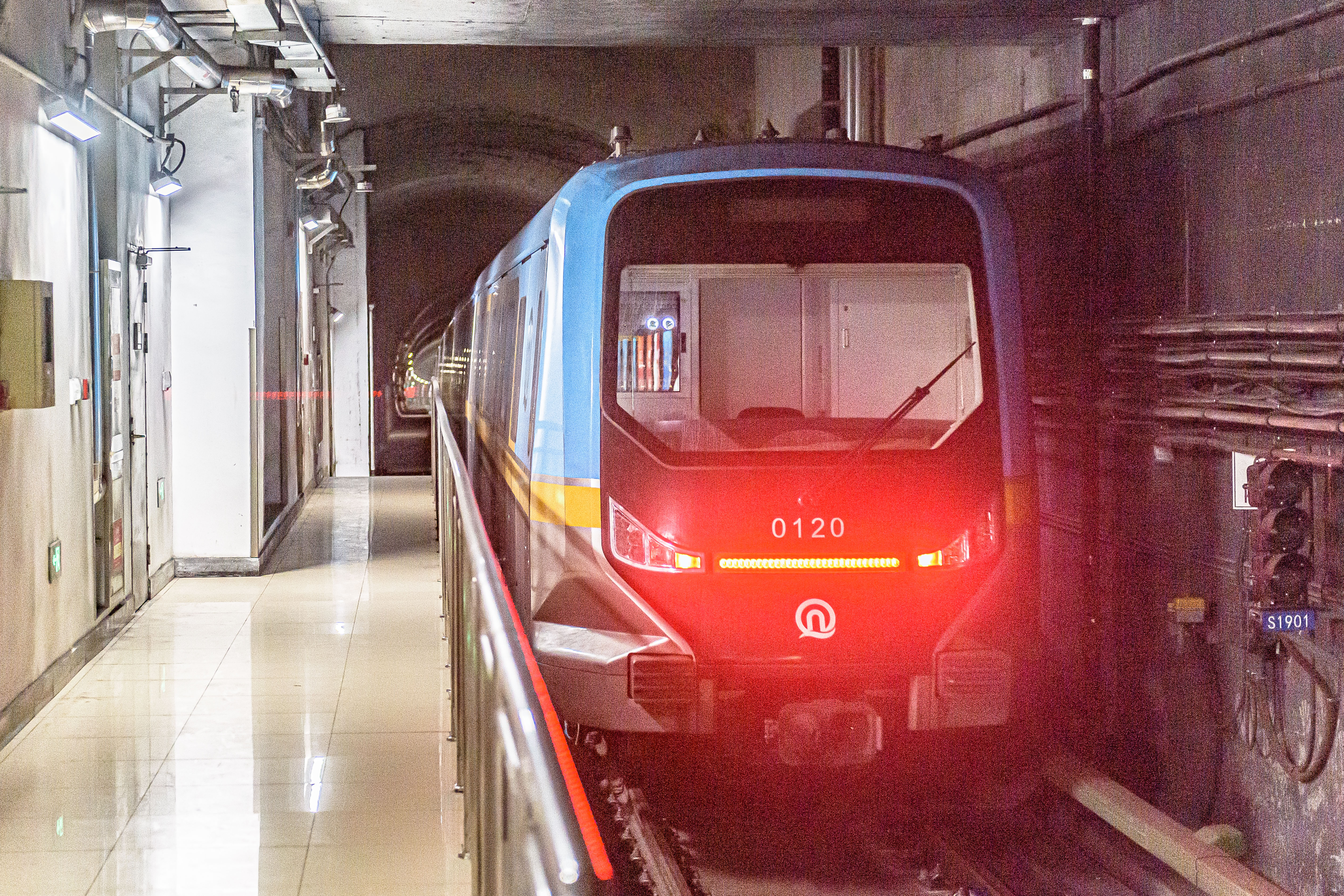
青岛地铁1号线列车
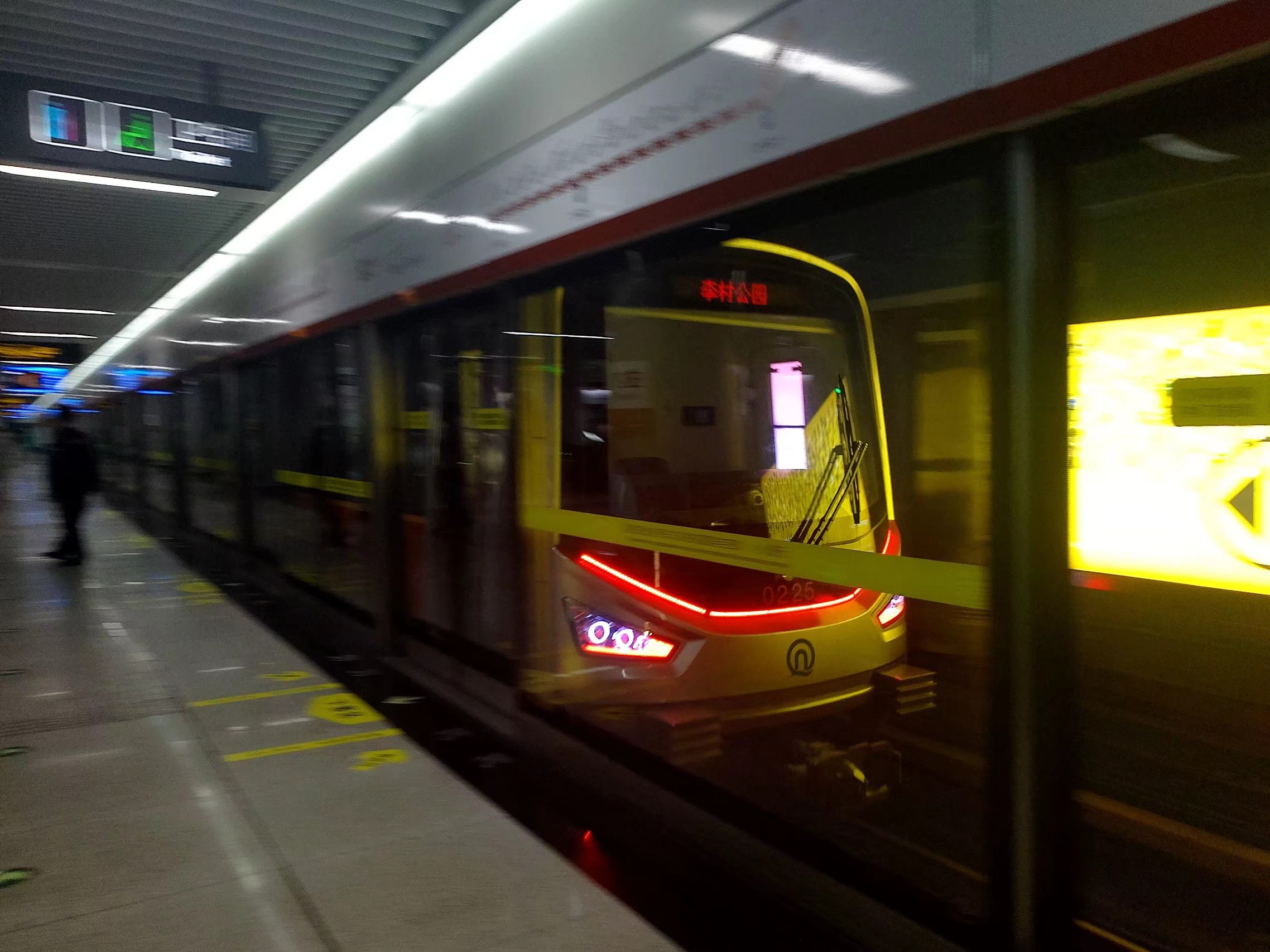
青岛地铁2号线列车
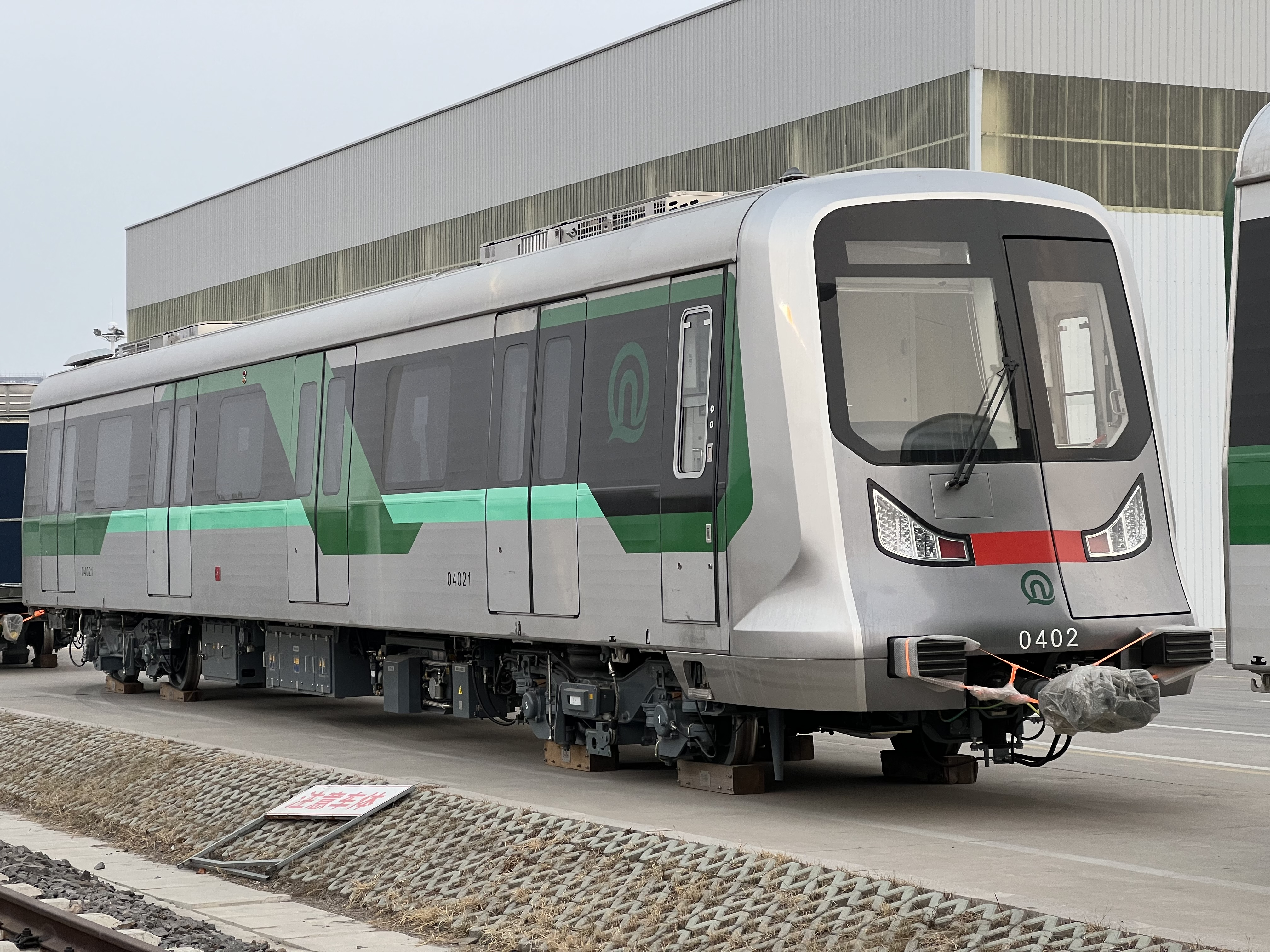
青岛地铁4号线列车
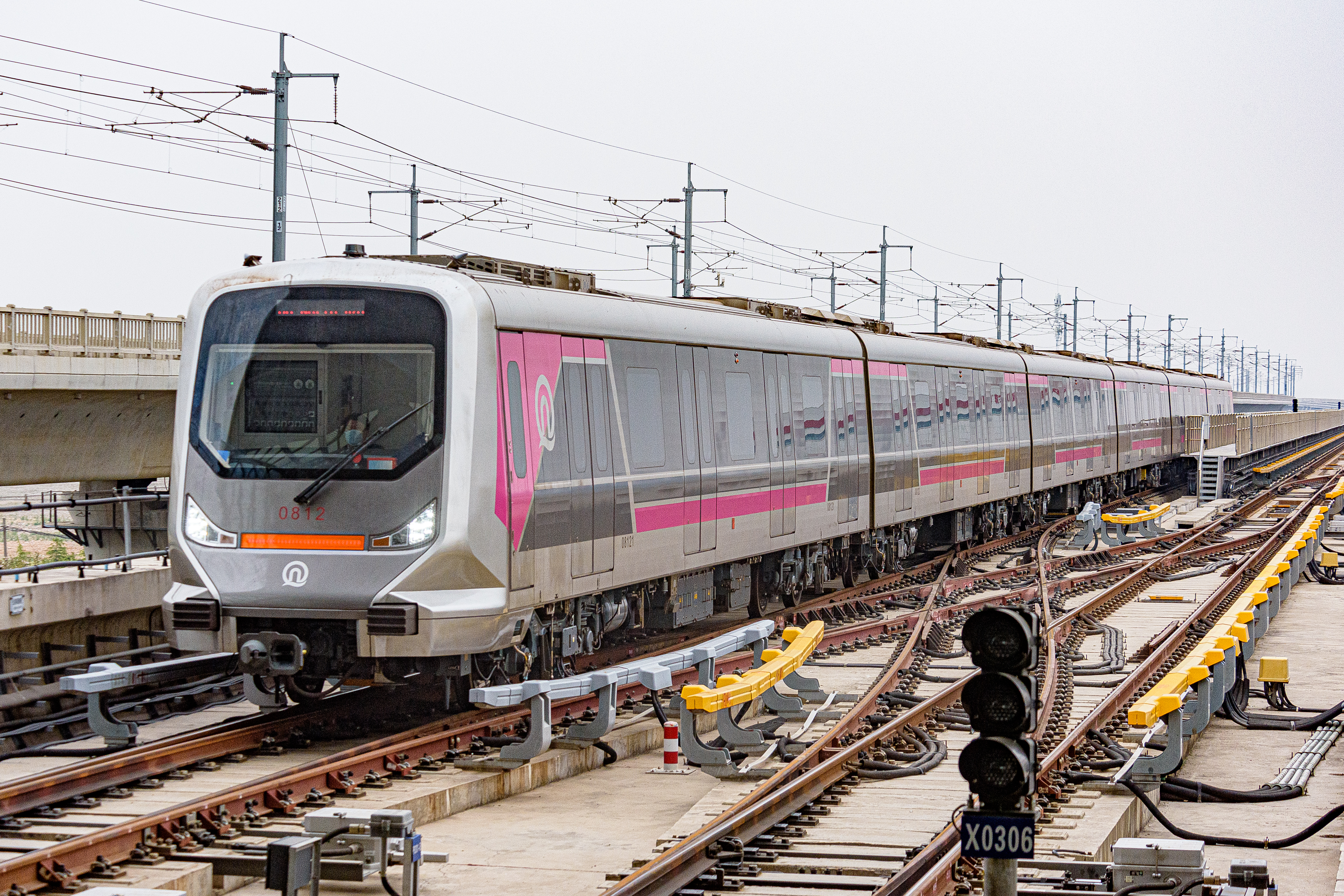
青岛地铁8号线列车
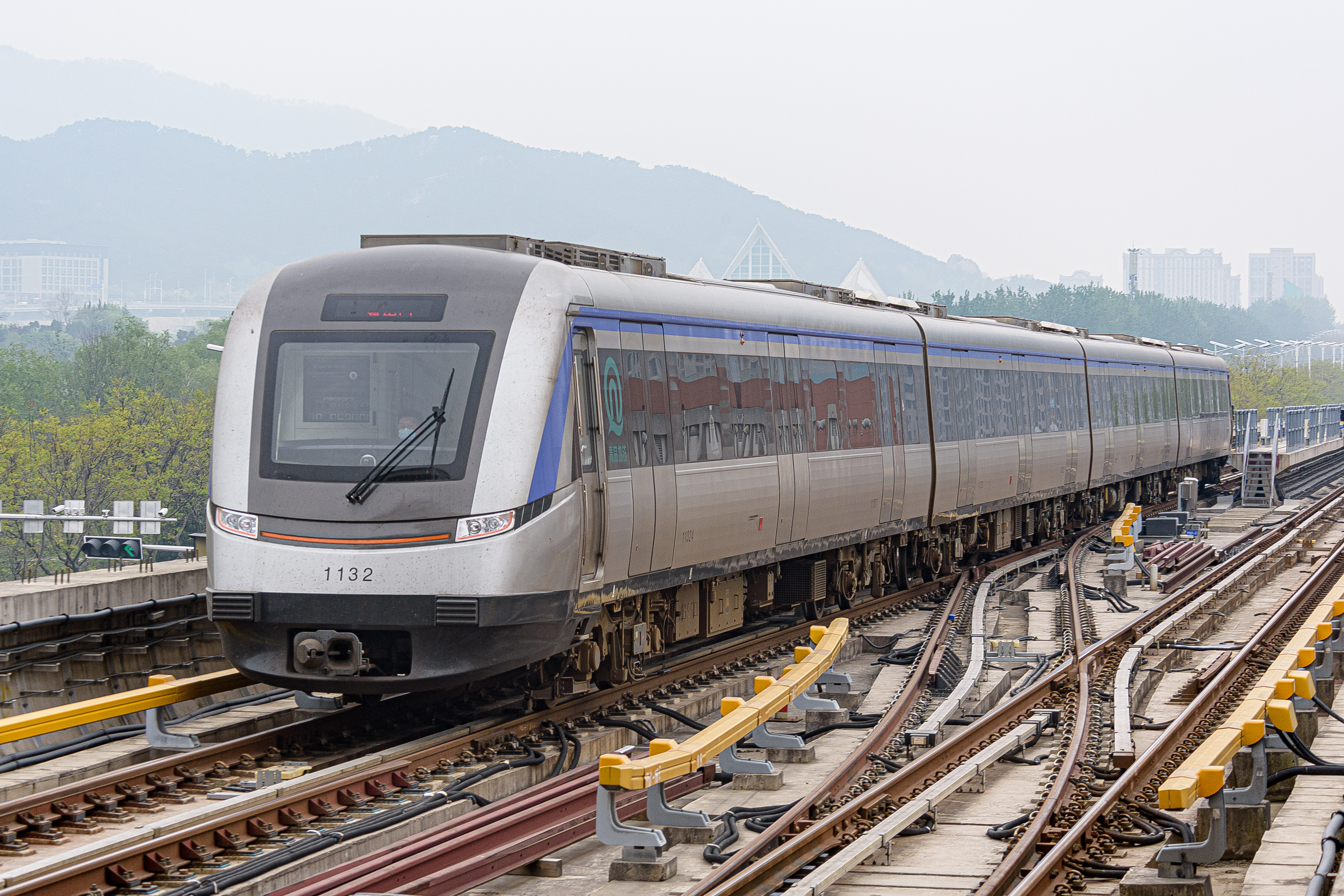
青岛地铁11号线列车
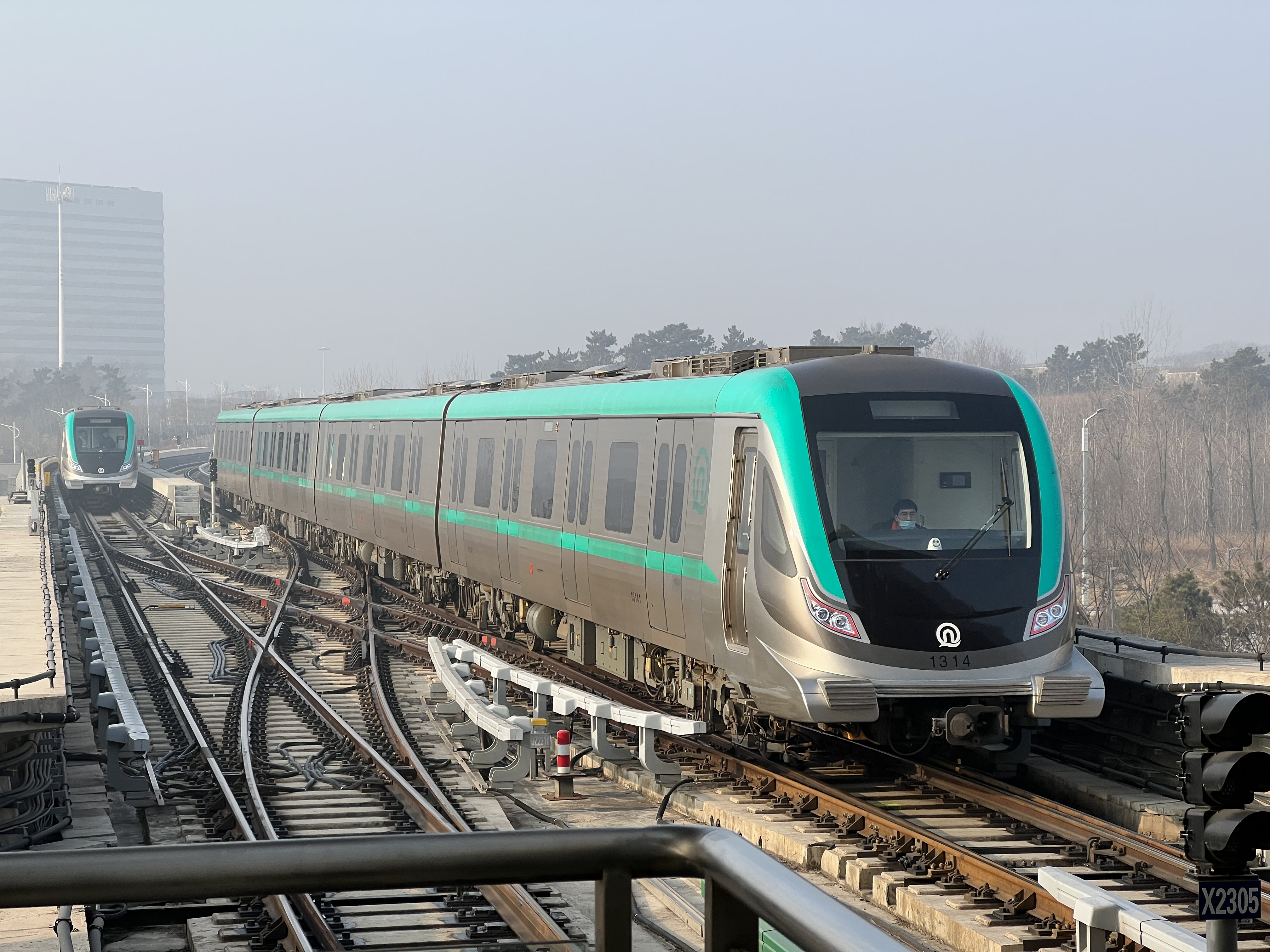
青岛地铁13号线列车
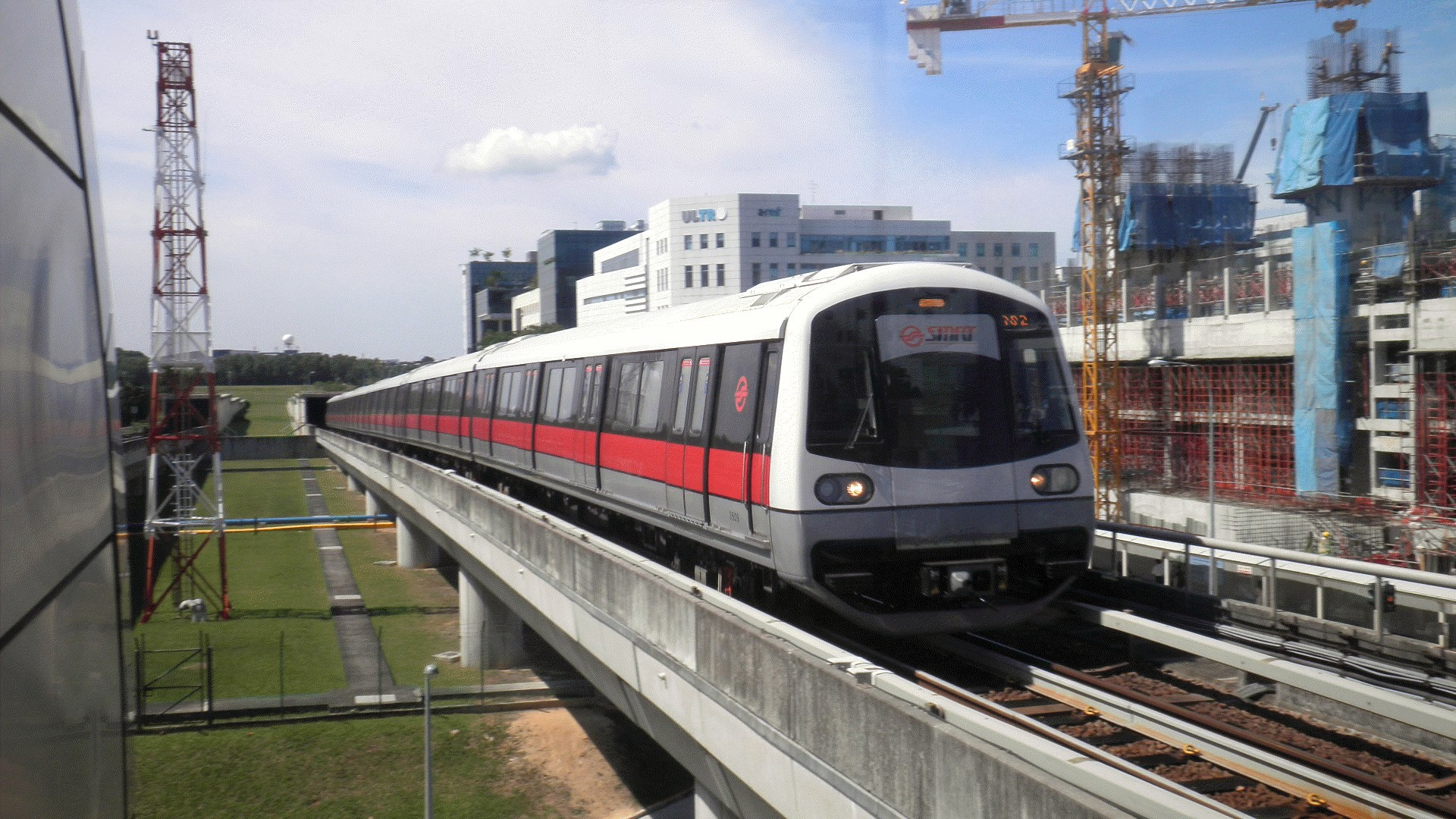
新加坡地铁C151A型列车
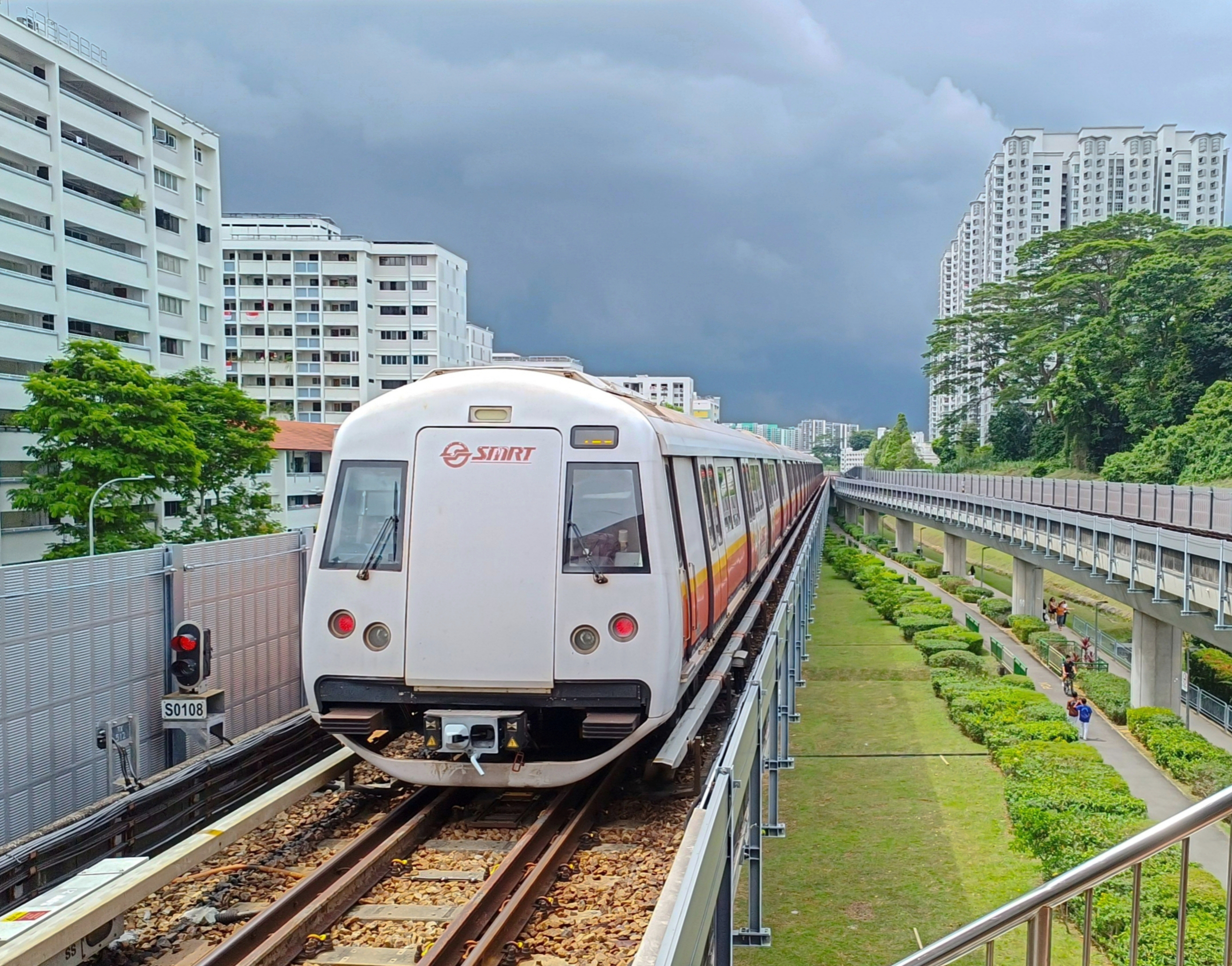
新加坡地铁C151B型列车
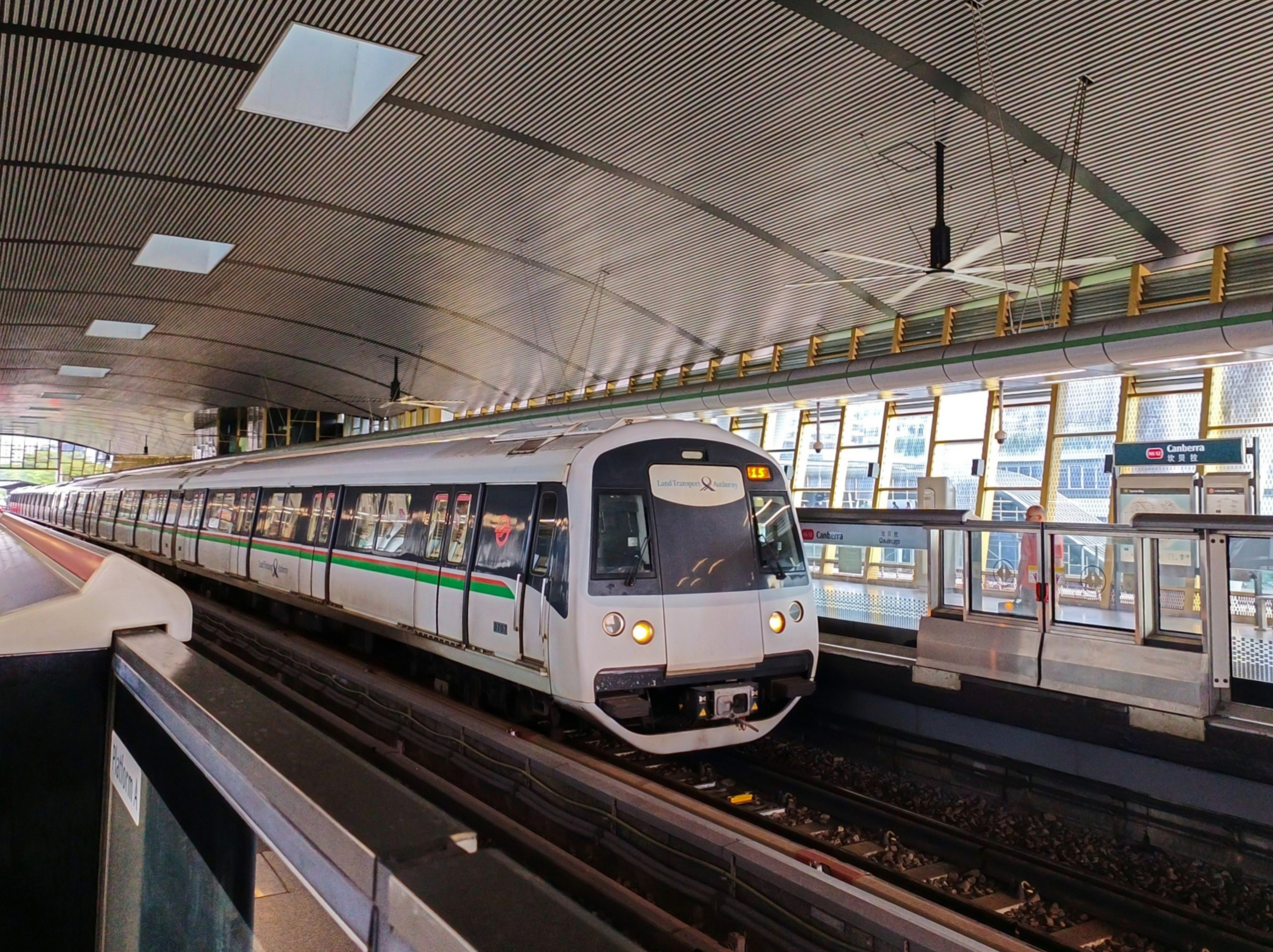
新加坡地铁C151C型列车
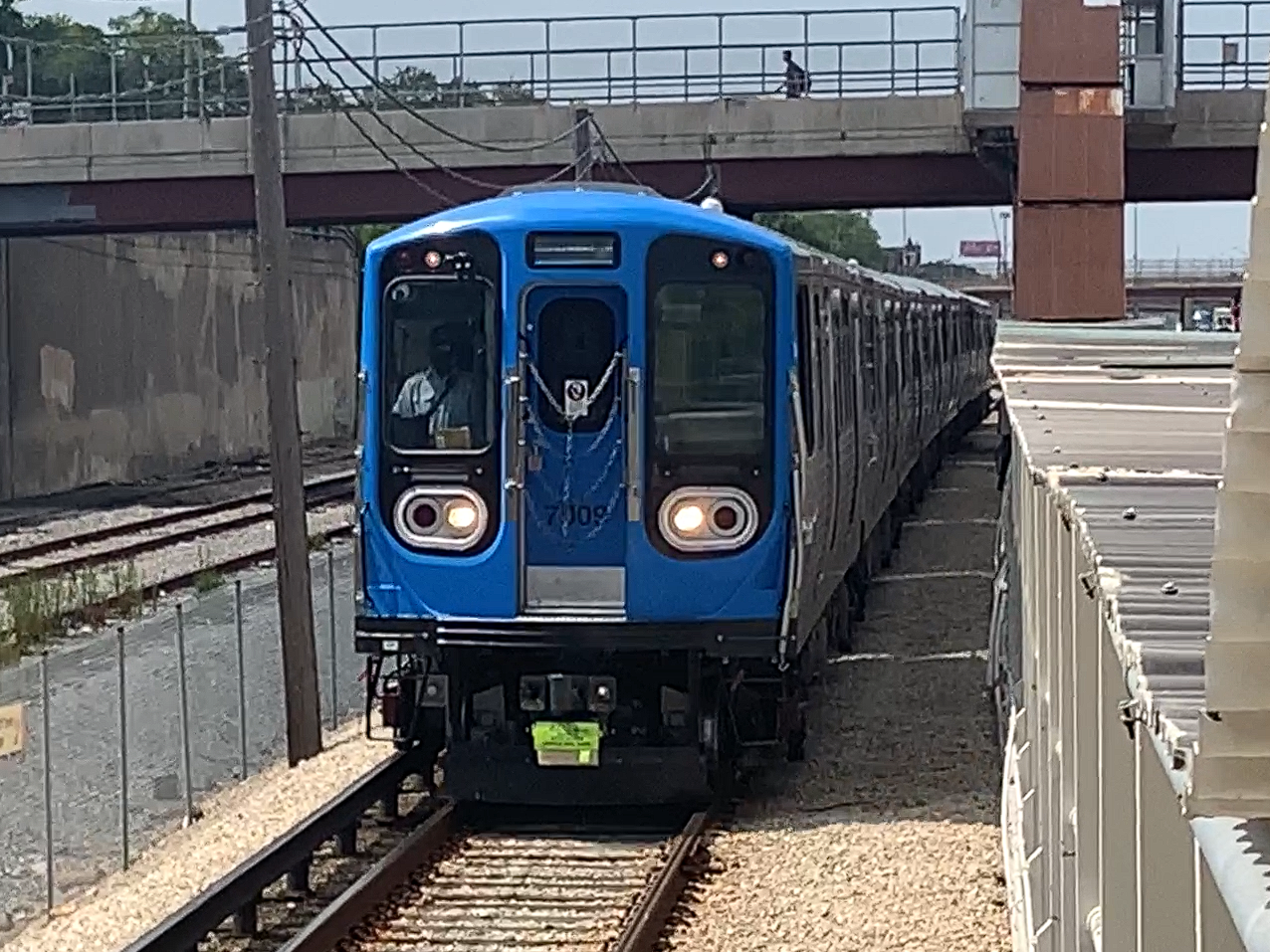
美国芝加哥地铁列车

### 其他
- 出口印度尼西亚柴油发电机组
- 永磁跨座式单轨列车
- 时速600公里高速磁浮试验样车

## 事件

### 新加坡地铁车辆质量问题
2016年7月，傳真社自称“35列由中國南車青島四方機車車輛製的新加坡地鐵C151A系列列車出現裂紋，需秘密回收，事件在中國和新加坡皆屬機密。”新加坡陆运交通管理局于2016年7月6日官方公布，实际情况为从2011年2月逐渐投入营运的35列KSF列车中，共26列由中车青岛四方负责组装制造的列车（KSF是由日本川崎重工，川崎重工新加坡子公司，中车青岛四方三家组成的合资公司），早在2013年7月的一次检查中发现了其车身表面出现发丝级裂纹，经过实验室检测是由于铝制车体材料局部有杂质的原因，但新加坡陆运交通管理局工程师以及第三方独立评估机构德国莱茵检测认为其裂纹并不影响整车结构以及营运安全。 由于解决这个问题最有效的方法是更换整体车身材料，而列车尚在保修期内，新加坡陆运交通管理局随即要求KSF更换车身，由KSF承担运费和更换费。所以从2014年7月开始，分批将列车送返至中车青岛四方进行车身更替修复，并采用神户钢铁生产的材料。（截止官方2016年7月6日发表声明前5列列车已完成作业，第6列正在更替作业中）每辆列车的车身材料更替工作需时4个月，但因为出现裂纹的列车均符合安全标准，所以新加坡方面每次只将一列列车送回修复，以保证日常地铁营运的需求。新加坡陆运交通管理局表示，通过前三年资料显示，没有一个超五分钟的地铁故障是由于裂纹造成。2014年和2015年KSF仍然获得汤东线列车和东西南北线列车的订单。

## 参看
- 青岛四方庞巴迪铁路运输设备
- 青島四方川崎車輛技術
- 南車四方車輛有限公司
- 四方车辆研究所
- 胶济铁路
- 青岛历史
- 日耳曼尼亚啤酒厂